# Law & Order/Episodenliste
Diese Episodenliste enthält alle Episoden der US-amerikanischen Fernsehserie Law & Order in der Reihenfolge ihrer US-Erstausstrahlung. Zwischen 1990 und 2010 sowie seit 2022 entstanden 24 Staffeln mit 523 Episoden, die jeweils eine Länge von jeweils etwa 45 Minuten haben. Zusätzlich entstand 1998 ein Film zur Serie mit einer Länge von 90 Minuten. Die Serie wurde am 14. Mai 2010 von NBC eingestellt und wird wieder seit dem 24. Februar 2022 ausgestrahlt.

## Übersicht
| Staffel | Episodenanzahl | Erstausstrahlung USA | Erstausstrahlung USA | Deutschsprachige Erstausstrahlung | Deutschsprachige Erstausstrahlung |
| Staffel | Episodenanzahl | Staffelpremiere      | Staffelfinale        | Staffelpremiere                   | Staffelfinale                     |
| ------- | -------------- | -------------------- | -------------------- | --------------------------------- | --------------------------------- |
| 1       | 22             | 13. September 1990   | 9. Juni 1991         | 29. September 1992                | 23. Mär. 1993                     |
| 2       | 22             | 17. September 1991   | 14. Mai 1992         | 30. März 1993                     | 24. August 1993                   |
| 3       | 22             | 23. September 1992   | 19. Mai 1993         | 31. August 1993                   | 15. März 1997                     |
| 4       | 22             | 15. September 1993   | 25. Mai 1994         | 27. September 1996                | 7. März 1997                      |
| 5       | 23             | 21. September 1994   | 24. Mai 1995         | 14. März 1997                     | 22. August 1997                   |
| 6       | 23             | 20. September 1995   | 22. Mai 1996         | 29. August 1997                   | 4. September 1998                 |
| 7       | 23             | 18. September 1996   | 21. Mai 1997         | 7. September 1998                 | 30. August 1999                   |
| 8       | 24             | 24. September 1997   | 20. Mai 1998         | 18. März 2000                     | 11. April 2006                    |
| Film    | Film           | 8. November 1998     | 8. November 1998     | 23. August 2005                   | 23. August 2005                   |
| 9       | 24             | 23. September 1998   | 26. Mai 1999         | 2. Dezember 2004                  | 13. Juli 2006                     |
| 10      | 24             | 22. September 1999   | 24. Mai 2000         | 8. März 2005                      | 31. August 2006                   |
| 11      | 24             | 18. Oktober 2000     | 23. Mai 2001         | 24. Oktober 2005                  | 10. Dezember 2005                 |
| 12      | 24             | 26. September 2001   | 22. Mai 2002         | 15. Dezember 2005                 | 9. März 2006                      |
| 13      | 24             | 2. Oktober 2002      | 21. Mai 2003         | 12. September 2006                | 6. März 2007                      |
| 14      | 24             | 24. September 2003   | 19. Mai 2004         | 13. März 2007                     | 18. September 2007                |
| 15      | 24             | 22. September 2004   | 18. Mai 2005         | 25. September 2007                | 25. März 2008                     |
| 16      | 22             | 21. September 2005   | 17. Mai 2006         | 1. April 2008                     | 26. August 2008                   |
| 17      | 22             | 22. September 2006   | 18. Mai 2007         | 2. September 2008                 | 27. Januar 2009                   |
| 18      | 18             | 2. Januar 2008       | 21. Mai 2008         | 3. Februar 2009                   | 6. Oktober 2009                   |
| 19      | 22             | 5. November 2008     | 3. Juni 2009         | 13. Oktober 2009                  | 5. Oktober 2010                   |
| 20      | 23             | 25. September 2009   | 24. Mai 2010         | 12. Oktober 2010                  | 7. Juni 2011                      |
| 21      | 10             | 24. Februar 2022     | 19. Mai 2022         | 21. Juni 2022                     | 19. Juli 2022                     |
| 22      | 22             | 22. September 2022   | 18. Mai 2023         | 6. Juni 2023                      | 15. August 2023                   |
| 23      | 13             | 18. Januar 2024      | 16. Mai 2024         | 23. Juli 2024                     | 3. September 2024                 |
| 24      | 22             | 3. Oktober 2024      | 15. Mai 2025         |                                   |                                   |

## Staffel 1
| Nr. (ges.) | Nr. (St.) | Deutscher Titel                  | Originaltitel                    | Erstausstrahlung USA | Deutschsprachige Erstausstrahlung (D) | Regie                | Drehbuch                                                                                |
| ---------- | --------- | -------------------------------- | -------------------------------- | -------------------- | ------------------------------------- | -------------------- | --------------------------------------------------------------------------------------- |
| 1          | 1         | Tödliche Cocktails               | Prescription For Death           | 13. Sep. 1990        | 6. Okt. 1992                          | John P. Whitesell II | Ed Zuckerman Idee: David Black & Ed Zuckerman                                           |
| 2          | 2         | Notwehr oder Vergeltung          | Subterranean Homeboy Blues       | 20. Sep. 1990        | 13. Okt. 1992                         | E. W. Swackhamer     | Robert Palm                                                                             |
| 3          | 3         | Sterbehilfe                      | The Reaper’s Helper              | 4. Okt. 1990         | 20. Okt. 1992                         | Vern Gillum          | Thomas Francis McElroy, David Black & Robert Stuart Nathan Idee: Thomas Francis McElroy |
| 4          | 4         | Aus gutem Hause                  | Kiss the Girls and Make Them Die | 11. Okt. 1990        | 27. Okt. 1992                         | Charles Correll      | Robert Stuart Nathan Idee: Dick Wolf                                                    |
| 5          | 5         | Mord – Der Eintritt zum Paradies | Happily Ever After               | 23. Okt. 1990        | 10. Nov. 1992                         | Vern Gillum          | David Black & Robert Stuart Nathan Idee: Dick Wolf & David Black                        |
| 6          | 6         | Ehrenwerte Killer                | Everybody’s Favorite Bagman      | 30. Okt. 1990        | 29. Sep. 1992                         | John Patterson       | Dick Wolf                                                                               |
| 7          | 7         | Die Kunst aussteigen zu können   | By Hooker, By Crook              | 13. Nov. 1990        | 17. Nov. 1992                         | Martin Davidson      | David Black                                                                             |
| 8          | 8         | Heldentum und Drogendeal         | Poison Ivy                       | 20. Nov. 1990        | 24. Nov. 1992                         | E. W. Swackhamer     | Jacob Brackman Idee: Jack Richardson & Jacob Brackman                                   |
| 9          | 9         | Familientragödie                 | Indifference                     | 27. Nov. 1990        | 1. Dez. 1992                          | James Quinn          | Robert Palm                                                                             |
| 10         | 10        | Gefangener der Liebe             | Prisoner of Love                 | 4. Dez. 1990         | 8. Dez. 1992                          | Michael Fresco       | Robert Stuart Nathan Idee: David Black & Robert Stuart Nathan                           |
| 11         | 11        | Schwarz gegen weiß               | Out of the Half-Light            | 11. Dez. 1990        | 15. Dez. 1992                         | E. W. Swackhamer     | Michael Duggan                                                                          |
| 12         | 12        | Ungewollt Schwanger              | Life Choice                      | 8. Jan. 1991         | 5. Jan. 1993                          | Aaron Lipstadt       | David Black & Robert Stuart Nathan Idee: Dick Wolf                                      |
| 13         | 13        | Verstrickungen                   | A Death in the Family            | 15. Jan. 1991        | 19. Jan. 1993                         | Gwen Arner           | Joe Viola & David Black Idee: Joe Viola                                                 |
| 14         | 14        | Vergewaltigt                     | The Violence of Summer           | 5. Feb. 1991         | 26. Jan. 1993                         | Don Scardino         | Michael Duggan                                                                          |
| 15         | 15        | Jagdfieber (1)                   | The Torrents of Greed (1)        | 12. Feb. 1991        | 2. Feb. 1993                          | E. W. Swackhamer     | Michael S. Chernuchin Idee: Michael Duggan & Michael S. Chernuchin                      |
| 16         | 16        | Jagdfieber (2)                   | The Torrents of Greed (2)        | 19. Feb. 1991        | 9. Feb. 1993                          | E. W. Swackhamer     | Michael S. Chernuchin Idee: Michael Duggan & Michael S. Chernuchin                      |
| 17         | 17        | Tödlicher Irrtum                 | Mushrooms                        | 26. Feb. 1991        | 16. Feb. 1993                         | Daniel Sackheim      | Robert Palm                                                                             |
| 18         | 18        | Familienehre                     | The Secret Sharers               | 12. März 1991        | 23. Feb. 1993                         | E. W. Swackhamer     | Robert Stuart Nathan                                                                    |
| 19         | 19        | Verraten und Verkauft            | The Serpent’s Tooth              | 19. März 1991        | 2. März 1993                          | Don Scardino         | René Balcer & Robert Stuart Nathan Idee: I. C. Rapoport & Joshua Stern                  |
| 20         | 20        | Politische Verwicklungen         | The Troubles                     | 26. März 1991        | 9. März 1993                          | John P. Whitesell II | Robert Palm Idee: Dick Wolf & Robert Palm                                               |
| 21         | 21        | Geschäft mit dem Leben           | Sonata For a Solo Organ          | 2. Apr. 1991         | 16. März 1993                         | Fred Gerber          | Joe Morgenstern & Michael S. Chernuchin Idee: Joe Morgenstern & Michael Duggan          |
| 22         | 22        | Diskettenschwindel               | The Blue Wall                    | 9. Juni 1991         | 23. März 1993                         | Vern Gillum          | Robert Stuart Nathan Idee: Dick Wolf & Robert Stuart Nathan                             |

## Staffel 2
| Nr. (ges.) | Nr. (St.) | Deutscher Titel              | Originaltitel           | Erstausstrahlung USA | Deutschsprachige Erstausstrahlung (D) | Regie                    | Drehbuch                                                                             |
| ---------- | --------- | ---------------------------- | ----------------------- | -------------------- | ------------------------------------- | ------------------------ | ------------------------------------------------------------------------------------ |
| 23         | 1         | Das Geständnis               | Confession              | 17. Sep. 1991        | 30. März 1993                         | Fred Gerber              | Michael Duggan & Robert Palm                                                         |
| 24         | 2         | Mord oder Totschlag          | The Wages of Love       | 24. Sep. 1991        | 6. Apr. 1993                          | Ed Sherin                | Ed Zuckerman Idee: Robert Stuart Nathan & Ed Zuckerman                               |
| 25         | 3         | Tatmotiv: Liebe              | Aria                    | 1. Okt. 1991         | 13. Apr. 1993                         | Don Scardino             | Christine Roum Idee: Michael S. Chernuchin                                           |
| 26         | 4         | Der vierte Verfassungszusatz | Asylum                  | 8. Okt. 1991         | 20. Apr. 1993                         | Kristoffer Siegel-Tabori | Kathy McCormick Idee: Robert Palm                                                    |
| 27         | 5         | Ein Kind stirbt              | God Bless the Child     | 22. Okt. 1991        | 27. Apr. 1993                         | E. W. Swackhamer         | David Black & Robert Stuart Nathan                                                   |
| 28         | 6         | Schmerzensgeld               | Misconception           | 29. Okt. 1991        | 4. Mai 1993                           | Daniel Sackheim          | Michael S. Chernuchin Idee: Michael Duggan & Michael S. Chernuchin                   |
| 29         | 7         | Vatergefühle                 | In Memory Of            | 5. Nov. 1991         | 11. Mai 1993                          | Ed Sherin                | David Black & Robert Stuart Nathan Idee: David Black & Siobhan Byrne                 |
| 30         | 8         | Die Schändung                | Out of Control          | 12. Nov. 1991        | 18. Mai 1993                          | John Whitesell           | Jack Richardson Idee: David Black & Robert Stuart Nathan                             |
| 31         | 9         | Schülerliebe                 | Renunciation            | 19. Nov. 1991        | 25. Mai 1993                          | Gwen Arner               | Michael S. Chernuchin & Joe Morgenstern                                              |
| 32         | 10        | Die Warnung                  | Heaven                  | 26. Nov. 1991        | 1. Juni 1993                          | Ed Sherin                | Nancy Ann Miller & Robert Palm Idee: Robert Palm                                     |
| 33         | 11        | Alles Theater                | His Time Upon the Stage | 10. Dez. 1991        | 8. Juni 1993                          | Steve Cohen              | Robert Nathan & Giles Blunt                                                          |
| 34         | 12        | Stimmen                      | Star Struck             | 7. Jan. 1992         | 15. Juni 1993                         | Ed Sherin                | Robert Nathan & Sally Nemeth Idee: David Black & Alan Gelb                           |
| 35         | 13        | Die Kraftprobe               | Severance               | 14. Jan. 1992        | 22. Juni 1993                         | James Frawley            | Michael S. Chernuchin & William N. Fordes Idee: Michael Duggan & William N. Fordes   |
| 36         | 14        | Die Brosche                  | Blood Is Thicker …      | 4. Feb. 1992         | 29. Juni 1993                         | Peter Levin              | Ed Zuckerman Idee: Robert Nathan & Ed Zuckerman                                      |
| 37         | 15        | Wer einmal schießt …         | Trust                   | 11. Feb. 1992        | 6. Juli 1993                          | Daniel Sackheim          | René Balcer Idee: Michael Duggan & René Balcer                                       |
| 38         | 16        | Mord in Serie                | Vengeance               | 18. Feb. 1992        | 13. Juli 1993                         | Daniel Sackheim          | Michael S. Chernuchin & René Balcer Idee: Peter S. Greenberg & Michael S. Chernuchin |
| 39         | 17        | Machtpositionen              | Sisters of Mercy        | 3. März 1992         | 20. Juli 1993                         | Fred Gerber              | René Balcer Idee: Robert Palm & René Balcer                                          |
| 40         | 18        | Erfroren                     | Cradle to Grave         | 31. März 1992        | 27. Juli 1993                         | James Frawley            | Robert Nathan & Sally Nemeth                                                         |
| 41         | 19        | Die Diamantenspur            | The Fertile Fields      | 7. Apr. 1992         | 3. Aug. 1993                          | Ed Sherin                | Michael S. Chernuchin & René Balcer                                                  |
| 42         | 20        | Tödlicher Wettbewerb         | Intolerance             | 14. Apr. 1992        | 10. Aug. 1993                         | Steve Robman             | Robert Nathan & Sally Nemeth                                                         |
| 43         | 21        | Stillschweigen               | Silence                 | 28. Apr. 1992        | 17. Aug. 1993                         | Ed Sherin                | René Balcer & Michael S. Chernuchin Idee: René Balcer & Michael Duggan               |
| 44         | 22        | Tod am Schreibtisch          | The Working Stiff       | 14. Mai 1992         | 24. Aug. 1993                         | Daniel Sackheim          | Robert Palm Idee: William N. Fordes & Robert Palm                                    |

## Staffel 3
| Nr. (ges.) | Nr. (St.) | Deutscher Titel            | Originaltitel      | Erstausstrahlung USA | Deutschsprachige Erstausstrahlung (D) | Regie              | Drehbuch                                                                   |
| ---------- | --------- | -------------------------- | ------------------ | -------------------- | ------------------------------------- | ------------------ | -------------------------------------------------------------------------- |
| 45         | 1         | Vater – Mutter – Kind      | Skin Deep          | 23. Sep. 1992        | 31. Aug. 1993                         | Daniel Sackheim    | Robert Nathan & Gordon Rayfield                                            |
| 46         | 2         | Die Verschwörung           | Conspiracy         | 30. Sep. 1992        | 7. Sep. 1993                          | Ed Sherin          | Michael S. Chernuchin & René Balcer                                        |
| 47         | 3         | Herr, vergib ihm           | Forgiveness        | 7. Okt. 1992         | 14. Sep. 1993                         | Bill D’Elia        | Ed Zuckerman Idee: Ed Zuckerman & Robert Nathan                            |
| 48         | 4         | Herzversagen               | The Corporate Veil | 14. Okt. 1992        | 21. Sep. 1993                         | Don Scardino       | Joe Morgenstern & Michael S. Chernuchin                                    |
| 49         | 5         | Hinterzimmer des Todes     | Wedded Bliss       | 21. Okt. 1992        | 28. Sep. 1993                         | Vern Gillum        | Robert Nathan & Edward Pomerantz                                           |
| 50         | 6         | Hilflos                    | Helpless           | 4. Nov. 1992         | 5. Okt. 1993                          | James Frawley      | Michael S. Chernuchin & Christine Roum                                     |
| 51         | 7         | Ein Grieche in New York    | Self Defense       | 11. Nov. 1992        | 12. Okt. 1993                         | Ed Sherin          | Hall Powell & René Balcer                                                  |
| 52         | 8         | Der Fürst der Finsternis   | Prince of Darkness | 18. Nov. 1992        | 19. Okt. 1993                         | Gilbert M. Shilton | Robert Nathan & William N. Fordes                                          |
| 53         | 9         | Der Racheengel             | Point of View      | 25. Nov. 1992        | 26. Okt. 1993                         | Gilbert Moses      | Walon Green & René Balcer                                                  |
| 54         | 10        | Drogenkuriere              | Consultation       | 9. Dez. 1992         | 2. Nov. 1993                          | James Hayman       | Matt Kiene & Joe Reinkemeyer                                               |
| 55         | 11        | Missbrauch                 | Extended Family    | 6. Jan. 1993         | 9. Nov. 1993                          | Charles Correll    | Wendell Rawls Idee: Wendell Rawls & Robert Nathan                          |
| 56         | 12        | Unschuldig                 | Right to Counsel   | 13. Jan. 1993        | 23. Nov. 1993                         | James Frawley      | Michael S. Chernuchin & Barry M. Schkolnick                                |
| 57         | 13        | Die Überlebenden           | Night and Fog      | 3. Feb. 1993         | 30. Nov. 1993                         | Ed Sherin          | Michael S. Chernuchin & René Balcer                                        |
| 58         | 14        | Abhängig                   | Promises to Keep   | 10. Feb. 1993        | 7. Dez. 1993                          | Ed Sherin          | Robert Nathan, Joshua Stern Idee: Douglas Stark & William N. Fordes        |
| 59         | 15        | Motiv Mord                 | Mother Love        | 24. Feb. 1993        | 14. Dez. 1993                         | Daniel Sackheim    | Robert Nathan Idee: Robert Nathan & Walon Green                            |
| 60         | 16        | Mord im Schwesternwohnheim | Jurisdiction       | 3. März 1993         | 21. Dez. 1993                         | Bruce Seth Green   | Walon Green & René Balcer                                                  |
| 61         | 17        | Der Macho-Mann             | Conduct Unbecoming | 10. März 1993        | 1. März 1997                          | Arthur W. Forney   | Michael S. Chernuchin & René Balcer Idee: Walon Green & Peter S. Greenberg |
| 62         | 18        | Mörderische Liebe          | Animal Instinct    | 17. März 1993        | 1. März 1997                          | Ed Sherin          | Michael S. Chernuchin & Sibyl Gardner                                      |
| 63         | 19        | Blinde Wut                 | Virus              | 21. Apr. 1993        | 8. März 1997                          | Steve Robman       | Michael S. Chernuchin & René Balcer                                        |
| 64         | 20        | Der mißachtete Sohn        | Securitate         | 5. Mai 1993          | 8. März 1997                          | James Hayman       | Matt Kiene & Joe Reinkemeyer                                               |
| 65         | 21        | Ehrenmänner                | Manhood            | 12. Mai 1993         | 15. März 1997                         | Ed Sherin          | Robert Nathan Idee: Robert Nathan & Walon Green                            |
| 66         | 22        | Sprachlosigkeit            | Benevolence        | 19. Mai 1993         | 15. März 1997                         | Ed Sherin          | Doug Palau & René Balcer Idee: Doug Palau                                  |

## Staffel 4
| Nr. (ges.) | Nr. (St.) | Deutscher Titel           | Originaltitel            | Erstausstrahlung USA | Deutschsprachige Erstausstrahlung (D) | Regie              | Drehbuch                                                                      |
| ---------- | --------- | ------------------------- | ------------------------ | -------------------- | ------------------------------------- | ------------------ | ----------------------------------------------------------------------------- |
| 67         | 1         | Tödliches Quotenspiel     | Sweeps                   | 15. Sep. 1993        | 27. Sep. 1996                         | James Frawley      | Craig McNeer & Robert Nathan                                                  |
| 68         | 2         | Der Bürgerschreck         | Volunteers               | 29. Sep. 1993        | 4. Okt. 1996                          | James Quinn        | René Balcer                                                                   |
| 69         | 3         | Ein schwerer Vorwurf      | Discord                  | 6. Okt. 1993         | 11. Okt. 1996                         | Ed Sherin          | Michael S. Chernuchin                                                         |
| 70         | 4         | Jagd auf den Serienkiller | Profile                  | 13. Okt. 1993        | 18. Okt. 1996                         | E. W. Swackhamer   | Gordon Rayfield & Ed Zuckerman Idee: Gordon Rayfield                          |
| 71         | 5         | Tod im Smoking            | Black Tie                | 20. Okt. 1993        | 25. Okt. 1996                         | Arthur W. Forney   | Michael S. Chernuchin & Walon Green                                           |
| 72         | 6         | Der Stolz der Familie     | Pride and Joy            | 27. Okt. 1993        | 8. Nov. 1996                          | Gilbert Shilton    | Edward Pomerantz & Robert Nathan                                              |
| 73         | 7         | Der falsche Messias       | Apocrypha                | 3. Nov. 1993         | 15. Nov. 1996                         | Gabrielle Beaumont | Michael S. Chernuchin                                                         |
| 74         | 8         | Der amerikanische Traum   | American Dream           | 9. Nov. 1993         | 29. Nov. 1996                         | Constantine Makris | Sibyl Gardner                                                                 |
| 75         | 9         | Mörderisches Erbe         | Born Bad                 | 16. Nov. 1993        | 6. Dez. 1996                          | Fred Gerber        | Michael S. Chernuchin & Sally Nemeth                                          |
| 76         | 10        | Die Braut aus Rußland     | The Pursuit of Happiness | 1. Dez. 1993         | 13. Dez. 1996                         | Dann Florek        | Morgan Gendel & Robert Nathan                                                 |
| 77         | 11        | Aus freiem Entschluss     | Golden Years             | 5. Jan. 1994         | 20. Dez. 1996                         | Helaine Head       | Doug Palau & Ed Zuckerman Idee: Doug Palau                                    |
| 78         | 12        | Ausgetrickst              | Snatched                 | 12. Jan. 1994        | 27. Dez. 1996                         | Constantine Makris | Walon Green & René Balcer                                                     |
| 79         | 13        | Baby im Angebot           | Breeder                  | 19. Jan. 1994        | 3. Jan. 1997                          | Arthur W. Forney   | Michael S. Chernuchin & René Balcer                                           |
| 80         | 14        | Vertrauensbrüche          | Censure                  | 2. Feb. 1994         | 10. Jan. 1997                         | Ed Sherin          | William N. Fordes                                                             |
| 81         | 15        | Straßenkrieg              | Kids                     | 9. Feb. 1994         | 17. Jan. 1997                         | Don Scardino       | Michael Harbert & Robert Nathan                                               |
| 82         | 16        | Ein tödliches Paket       | Big Bang                 | 2. März 1994         | 24. Jan. 1997                         | Dann Florek        | Ed Zuckerman                                                                  |
| 83         | 17        | Blutiger Alltag           | Mayhem                   | 9. März 1994         | 31. Jan. 1997                         | James Quinn        | Michael S. Chernuchin & René Balcer Idee: Michael S. Chernuchin & Walon Green |
| 84         | 18        | Zweikampf                 | Wager                    | 30. März 1994        | 7. Feb. 1997                          | Ed Sherin          | Kevin Arkadie & Harvey Solomon Idee: Michael S. Chernuchin & Harvey Solomon   |
| 85         | 19        | Blutiger Hass             | Sanctuary                | 13. Apr. 1994        | 14. Feb. 1997                         | Arthur W. Forney   | Michael S. Chernuchin & William N. Fordes                                     |
| 86         | 20        | Mutterliebe               | Nurture                  | 4. Mai 1994          | 21. Feb. 1997                         | Jace Alexander     | Paris Qualles & Ed Zuckerman                                                  |
| 87         | 21        | Tenniszirkus              | Doubles                  | 18. Mai 1994         | 28. Feb. 1997                         | Ed Sherin          | Michael S. Chernuchin & René Balcer                                           |
| 88         | 22        | Alte Freunde              | Old Friends              | 25. Mai 1994         | 7. März 1997                          | James Quinn        | Joshua Stern Idee: Joshua Stern & Robert Nathan                               |

## Staffel 5
| Nr. (ges.) | Nr. (St.) | Deutscher Titel        | Originaltitel     | Erstausstrahlung USA | Deutschsprachige Erstausstrahlung (D) | Regie               | Drehbuch                                                               |
| ---------- | --------- | ---------------------- | ----------------- | -------------------- | ------------------------------------- | ------------------- | ---------------------------------------------------------------------- |
| 89         | 1         | Die Wunderdoktorin     | Second Opinion    | 21. Sep. 1994        | 14. März 1997                         | Ed Sherin           | Michael S. Chernuchin & Jeremy R. Littman                              |
| 90         | 2         | Ein perfekter Vater    | Coma              | 28. Sep. 1994        | 21. März 1997                         | Jace Alexander      | Ed Zuckerman                                                           |
| 91         | 3         | Ein Fall von Notwehr   | Blue Bamboo       | 5. Okt. 1994         | 4. Apr. 1997                          | Don Scardino        | Morgan Gendel & René Balcer Idee: Hall Powell & René Balcer            |
| 92         | 4         | Eine vorbildliche Ehe  | Family Values     | 12. Okt. 1994        | 11. Apr. 1997                         | Constantine Makris  | William N. Fordes & René Balcer                                        |
| 93         | 5         | Jugendsünden           | White Rabbit      | 19. Okt. 1994        | 18. Apr. 1997                         | Steve Robman        | Ed Zuckerman & Morgan Gendel                                           |
| 94         | 6         | Eine gute Beamtin      | Competence        | 2. Nov. 1994         | 25. Apr. 1997                         | Fred Gerber         | Michael S. Chernuchin & Mark B. Perry                                  |
| 95         | 7         | Plötzlicher Kindstod   | Precious          | 9. Nov. 1994         | 2. Mai 1997                           | Constantine Makris  | I. C. Rapoport & René Balcer                                           |
| 96         | 8         | Hoher Einsatz          | Virtue            | 23. Nov. 1994        | 9. Mai 1997                           | Martha Mitchell     | Mark B. Perry & Jeremy R. Littman                                      |
| 97         | 9         | Dreifaches Spiel       | Scoundrel         | 30. Nov. 1994        | 16. Mai 1997                          | Marc Laub           | Ed Zuckerman & Charles C. Mann                                         |
| 98         | 10        | Ein Anwalt auf Abwegen | House Counsel     | 4. Jan. 1995         | 23. Mai 1997                          | James Quinn         | Michael S. Chernuchin & Barry M. Schkolnick                            |
| 99         | 11        | Ein väterlicher Freund | Guardian          | 11. Jan. 1995        | 30. Mai 1997                          | Christopher Misiano | William N. Fordes & René Balcer Idee: Brad Markowitz & René Balcer     |
| 100        | 12        | Entscheidungsfreiheit  | Progeny           | 25. Jan. 1995        | 6. Juni 1997                          | Don Scardino        | Ed Zuckerman & Morgan Gendel Idee: Morgan Gendel & Mark B. Perry       |
| 101        | 13        | Goldjunge              | Rage              | 1. Feb. 1995         | 13. Juni 1997                         | Arthur W. Forney    | Michael S. Chernuchin                                                  |
| 102        | 14        | Einwilligung           | Performance       | 8. Feb. 1995         | 20. Juni 1997                         | Martha Mitchell     | Jeremy R. Littman & Ed Zuckerman Idee: René Balcer & Jeremy R. Littman |
| 103        | 15        | Nachwuchs              | Seed              | 15. Feb. 1995        | 27. Juni 1997                         | Don Scardino        | Michael S. Chernuchin & Janis Diamond                                  |
| 104        | 16        | Draufgänger            | Wannabe           | 15. März 1995        | 4. Juli 1997                          | Lewis H. Gould      | I. C. Rapoport & René Balcer                                           |
| 105        | 17        | Der falsche Mann       | Act of God        | 22. März 1995        | 11. Juli 1997                         | Constantine Makris  | Ed Zuckerman & Walter Dallenbach                                       |
| 106        | 18        | Vollrausch             | Privileged        | 5. Apr. 1995         | 18. Juli 1997                         | Vincent Misiano     | Jeremy R. Littman & Suzanne O’Malley                                   |
| 107        | 19        | Alptraumkinder         | Cruel and Unusual | 19. Apr. 1995        | 25. Juli 1997                         | Matthew Penn        | René Balcer & Michael S. Chernuchin                                    |
| 108        | 20        | Späte Gerechtigkeit    | Bad Faith         | 26. Apr. 1995        | 1. Aug. 1997                          | Dann Florek         | René Balcer                                                            |
| 109        | 21        | Die Karrierefrau       | Purple Heart      | 3. Mai 1995          | 8. Aug. 1997                          | Arthur W. Forney    | Morgan Gendel & William N. Fordes                                      |
| 110        | 22        | Unzurechnungsfähig     | Switch            | 17. Mai 1995         | 15. Aug. 1997                         | Christopher Misiano | Jeremy R. Littman & Sibyl Gardner                                      |
| 111        | 23        | Vorurteile             | Pride             | 24. Mai 1995         | 22. Aug. 1997                         | Ed Sherin           | Ed Zuckerman & Gene Ritchings                                          |

## Staffel 6
| Nr. (ges.) | Nr. (St.) | Deutscher Titel                     | Originaltitel  | Erstausstrahlung USA | Deutschsprachige Erstausstrahlung (D) | Regie               | Drehbuch                                                                              |
| ---------- | --------- | ----------------------------------- | -------------- | -------------------- | ------------------------------------- | ------------------- | ------------------------------------------------------------------------------------- |
| 112        | 1         | Bittere Früchte                     | Bitter Fruit   | 20. Sep. 1995        | 29. Aug. 1997                         | Constantine Makris  | Jeremy R. Littman & René Balcer                                                       |
| 113        | 2         | Rebellen                            | Rebels         | 27. Sep. 1995        | 5. Sep. 1997                          | Ed Sherin           | Ed Zuckerman & Suzanne O’Malley Idee: Suzanne O’Malley                                |
| 114        | 3         | Polizistenmord                      | Savages        | 18. Okt. 1995        | 12. Sep. 1997                         | Jace Alexander      | Morgan Gendal, Barry M. Schkolmick & Michael S. Chernuchin                            |
| 115        | 4         | Der Jeopardy-Trick                  | Jeopardy       | 1. Nov. 1995         | 19. Sep. 1997                         | Christopher Misiano | Jeremy R. Littman & René Balcer                                                       |
| 116        | 5         | Die entführte Mörderin              | Hot Pursuit    | 8. Nov. 1995         | 26. Sep. 1997                         | Lewis H. Gould      | Ed Zuckerman & Morgan Gendel                                                          |
| 117        | 6         | Wahnvorstellungen                   | Paranoia       | 15. Nov. 1995        | 10. Okt. 1997                         | Fred Gerber         | Michael S. Chernuchin                                                                 |
| 118        | 7         | Eine Frau rächt sich                | Humiliation    | 22. Nov. 1995        | 17. Okt. 1997                         | Matthew Penn        | Michael S. Chernuchin & Barry M. Schkolnick                                           |
| 119        | 8         | Nach dem Willen Gottes              | Angel          | 29. Nov. 1995        | 14. Nov. 1997                         | Arthur W. Forney    | Michael S. Chernuchin & Janis Diamond                                                 |
| 120        | 9         | Die Blutspur                        | Blood Libel    | 3. Jan. 1996         | 21. Nov. 1997                         | Constantine Makris  | I. C. Rapoport Idee: I. C. Rapoport & René Balcer                                     |
| 121        | 10        | Die Vergangenheit von Miss Costello | Remand         | 10. Jan. 1996        | 28. Nov. 1997                         | Jace Alexander      | Elaine Loeser & René Balcer                                                           |
| 122        | 11        | Pferdenarren                        | Corpus Delicti | 17. Jan. 1996        | 5. Dez. 1997                          | Christopher Misiano | Ed Zuckerman & Barry M. Schkolnick                                                    |
| 123        | 12        | Der Fanatiker                       | Trophy         | 31. März 1996        | 12. Dez. 1997                         | Martha Mitchell     | Jeremy R. Littman Idee: Jeremy R. Littman & Ed Zuckerman                              |
| 124        | 13        | Der Giftgas-Anschlag (1)            | Charm City (1) | 7. Feb. 1996         | 19. Dez. 1997                         | Ed Sherin           | Michael S. Chernuchin & Jorge Zamacona                                                |
| 125        | 14        | Zwei Mütter                         | Custody        | 21. Feb. 1996        | 24. Aug. 1998                         | Constantine Makris  | Morgan Gendel Idee: Morgan Gendel & René Balcer                                       |
| 126        | 15        | Der Eine-Million-Dollar-Mord        | Encore         | 28. Feb. 1996        | 25. Aug. 1998                         | Matthew Penn        | Jeremy R. Littman & Ed Zuckerman                                                      |
| 127        | 16        | Der Familienattentäter              | Savior         | 13. März 1996        | 26. Aug. 1998                         | David Platt         | Michael S. Chernuchin & Barry M. Schkolnick                                           |
| 128        | 17        | Über jeden Zweifel erhaben          | Deceit         | 27. März 1996        | 28. Aug. 1998                         | Vincent Misiano     | Eddie Feldmann & René Balcer                                                          |
| 129        | 18        | Ein fataler Fehler                  | Atonement      | 10. Apr. 1996        | 27. Aug. 1998                         | Martha Mitchell     | Morgan Gendel Idee: Morgan Gendel & Ed Zuckerman                                      |
| 130        | 19        | Opfer und Täter                     | Slave          | 21. Apr. 1996        | 31. Aug. 1998                         | Jace Alexander      | Elaine Loeser & René Balcer                                                           |
| 131        | 20        | Der Callgirl-Ring                   | Girlfriends    | 1. Mai 1996          | 1. Sep. 1998                          | Christopher Misiano | Ed Zuckerman & Suzanne O’Malley Idee: Ed Zuckerman & Jeremy R. Littman                |
| 132        | 21        | Selbstverteidigung                  | Pro Se         | 8. Mai 1996          | 2. Sep. 1998                          | Lewis H. Gould      | I. C. Rapoport & René Balcer                                                          |
| 133        | 22        | Heimweh                             | Homesick       | 15. Mai 1996         | 3. Sep. 1998                          | Matthew Penn        | Barry M. Schkolnick & Elaine Loeser Idee: Barry M. Schkolnick & Michael S. Chernuchin |
| 134        | 23        | Die Hinrichtung                     | Aftershock     | 22. Mai 1996         | 4. Sep. 1998                          | Martha Mitchell     | Janis Diamond Idee: Janis Diamond & Michael S. Chernuchin                             |

## Staffel 7
| Nr. (ges.) | Nr. (St.) | Deutscher Titel                 | Originaltitel   | Erstausstrahlung USA | Deutschsprachige Erstausstrahlung (D) | Regie               | Drehbuch                                                                  |
| ---------- | --------- | ------------------------------- | --------------- | -------------------- | ------------------------------------- | ------------------- | ------------------------------------------------------------------------- |
| 135        | 1         | Der Mord auf dem Tonband        | Causa Mortis    | 18. Sep. 1996        | 7. Sep. 1998                          | Ed Sherin           | René Balcer                                                               |
| 136        | 2         | Vertauschte Rollen              | I.D.            | 25. Sep. 1996        | 8. Sep. 1998                          | Constantine Makris  | Ed Zuckerman                                                              |
| 137        | 3         | McCoy unter Druck               | Good Girl       | 2. Okt. 1996         | 9. Sep. 1998                          | Jace Alexander      | Jeremy R. Littman                                                         |
| 138        | 4         | Schatten der Vergangenheit      | Survivor        | 23. Okt. 1996        | 10. Sep. 1998                         | Vincent Misiano     | Barry M. Schkolnick                                                       |
| 139        | 5         | Korruption                      | Corruption      | 30. Okt. 1996        | 11. Sep. 1998                         | Matthew Penn        | Gardner Stern Idee: Gardner Stern & René Balcer                           |
| 140        | 6         | Leitfaden für Attentäter        | Double Blind    | 6. Nov. 1996         | 14. Sep. 1998                         | Christopher Misiano | Jeremy R. Littman & William N. Fordes                                     |
| 141        | 7         | Tod im Hotelzimmer              | Deadbeat        | 13. Nov. 1996        | 15. Sep. 1998                         | Constantine Makris  | Ed Zuckerman & I. C. Rapoport                                             |
| 142        | 8         | Familienangelegenheiten         | Family Business | 20. Nov. 1996        | 16. Sep. 1998                         | Lewis H. Gould      | Gardner Stern & Barry M. Schkolnick                                       |
| 143        | 9         | Die Informantin                 | Entrapment      | 8. Jan. 1997         | 17. Sep. 1998                         | Matthew Penn        | René Balcer & Richard Sweren                                              |
| 144        | 10        | Die Rache einer Mutter          | Legacy          | 15. Jan. 1997        | 18. Sep. 1998                         | Brian Mertes        | Ed Zuckerman & Jeremy R. Littman                                          |
| 145        | 11        | Sprung von der Brücke           | Menace          | 5. Feb. 1997         | 21. Sep. 1998                         | Constantine Makris  | I. C. Rapoport Idee: I. C. Rapoport & Barry M. Schkolnick                 |
| 146        | 12        | Der Kredithai                   | Barter          | 12. Feb. 1997        | 22. Sep. 1998                         | Dan Karlok          | Eddie Feldmann & René Balcer                                              |
| 147        | 13        | Die lachenden Erben             | Matrimony       | 19. Feb. 1997        | 23. Sep. 1998                         | Lewis H. Gould      | Ed Zuckerman & Richard Sweren                                             |
| 148        | 14        | Der Reiz des Unbekannten        | Working Mom     | 26. Feb. 1997        | 25. Aug. 1999                         | Jace Alexander      | Jeremy R. Littman & I. C. Rapoport                                        |
| 149        | 15        | Die Tote im East-River (1)      | D-Girl (1)      | 13. März 1997        | 24. Sep. 1998                         | Ed Sherin           | Gardner Stern, Ed Zuckerman & René Balcer                                 |
| 150        | 16        | Schlagabtausch (2)              | Turnaround (2)  | 20. März 1997        | 28. Sep. 1998                         | Ed Sherin           | Gardner Stern, Ed Zuckerman & René Balcer                                 |
| 151        | 17        | Psychiater im Zwielicht (3)     | Showtime (3)    | 27. März 1997        | 29. Sep. 1998                         | Ed Sherin           | Gardner Stern, Ed Zuckerman & René Balcer                                 |
| 152        | 18        | Zum Schutz der Gesellschaft     | Mad Dog         | 2. Apr. 1997         | 30. Aug. 1999                         | Christopher Misiano | René Balcer                                                               |
| 153        | 19        | Ein Hauch von Unglaubwürdigkeit | Double Down     | 16. Apr. 1997        | 30. Sep. 1998                         | Arthur W. Forney    | Shimon Wincelberg & Ed Zuckerman Idee: Richard Sweren & Shimon Wincelberg |
| 154        | 20        | Zeuge der Anklage               | We Like Mike    | 30. Apr. 1997        | 1. Okt. 1998                          | David Platt         | Gardner Stern & I. C. Rapoport                                            |
| 155        | 21        | Leidenschaften                  | Passion         | 7. Mai 1997          | 2. Okt. 1998                          | Constantine Makris  | Barry M. Schkolnick Idee: Barry M. Schkolnick & Richard Sweren            |
| 156        | 22        | Das ungeliebte Kind             | Past Imperfect  | 14. Mai 1997         | 5. Okt. 1998                          | Christopher Misiano | Janis Diamond                                                             |
| 157        | 23        | Der faule Scheck                | Terminal        | 21. Mai 1997         | 6. Okt. 1998                          | Constantine Makris  | Ed Zuckerman & René Balcer                                                |

## Staffel 8
| Nr. (ges.) | Nr. (St.) | Deutscher Titel              | Originaltitel       | Erstausstrahlung USA | Deutschsprachige Erstausstrahlung (D) | Regie               | Drehbuch                                          |
| ---------- | --------- | ---------------------------- | ------------------- | -------------------- | ------------------------------------- | ------------------- | ------------------------------------------------- |
| 158        | 1         | Nervenkitzel                 | Thrill              | 24. Sep. 1997        | 18. März 2000                         | Martha Mitchell     | René Balcer                                       |
| 159        | 2         | Erhebliche Zweifel           | Denial              | 8. Okt. 1997         | 25. März 2000                         | Christopher Misiano | David Shore Idee: René Balcer & David Shore       |
| 160        | 3         | Der Mann ihrer Träume        | Navy Blues          | 15. Okt. 1997        | 1. Apr. 2000                          | Jace Alexander      | Kathy McCormick Idee: Kathy McCormick & Dick Wolf |
| 161        | 4         | Mord im OP                   | Harvest             | 29. Okt. 1997        | 8. Apr. 2000                          | Matthew Penn        | I. C. Rapoport Idee: I. C. Rapoport & René Balcer |
| 162        | 5         | Das Glück hilft den Tapferen | Nullification       | 5. Nov. 1997         | 15. Apr. 2000                         | Constantine Makris  | David Black                                       |
| 163        | 6         | Abgrund des Herzens (1)      | Baby It’s You (1)   | 12. Nov. 1997        | 29. Apr. 2000                         | Ed Sherin           | Jorge Zamacona                                    |
| 164        | 7         | Der dunkle Punkt             | Blood               | 19. Nov. 1997        | 13. Mai 2000                          | Jace Alexander      | Craig Tepper Idee: Craig Tepper & René Balcer     |
| 165        | 8         | McCoys List                  | Shadow              | 26. Nov. 1997        | 20. Mai 2000                          | Matthew Penn        | Richard Sweren                                    |
| 166        | 9         | Dämon im Feuer               | Burned              | 10. Dez. 1997        | 23. Sep. 2004                         | Constantine Makris  | Siobhan Byrne                                     |
| 167        | 10        | Im Schutz der Familie        | Ritual              | 17. Dez. 1997        | 30. Sep. 2004                         | Brian Mertes        | Kathy McCormick & Richard Sweren                  |
| 168        | 11        | Trunkenheit am Steuer        | Under the Influence | 7. Jan. 1998         | 7. Okt. 2004                          | Adam Davidson       | René Balcer                                       |
| 169        | 12        | Der Experte                  | Expert              | 21. Jan. 1998        | 14. März 2006                         | Lewis H. Gould      | David Shore & I. C. Rapoport                      |
| 170        | 13        | Heimliche Verführer          | Castoff             | 28. Jan. 1998        | 16. März 2006                         | Gloria Muzio        | David Black & Harold Schecter                     |
| 171        | 14        | Das blaue Zimmer             | Grief               | 4. Feb. 1998         | 14. Okt. 2004                         | Christopher Misiano | Suzanne Oshry                                     |
| 172        | 15        | Ein Leben für die Mafia      | Faccia a Faccia     | 25. Feb. 1998        | 21. März 2006                         | Martha Mitchell     | René Balcer & Eddie Feldmann                      |
| 173        | 16        | Der Scheidungskrieg          | Divorce             | 4. März 1998         | 28. März 2006                         | Constantine Makris  | Barry M. Schkolnick                               |
| 174        | 17        | Ein komplizierter Fall       | Carrier             | 1. Apr. 1998         | 28. Okt. 2004                         | J. Ranelli          | David Black                                       |
| 175        | 18        | Späher im Netz               | Stalker             | 15. Apr. 1998        | 4. Nov. 2004                          | Richard Dobbs       | Kathy McCormick                                   |
| 176        | 19        | Der Chelsea-Kidnapper        | Disappeared         | 22. Apr. 1998        | 11. Nov. 2004                         | David Platt         | Richard Sweren & William N. Fordes                |
| 177        | 20        | Mörder aus Mitleid           | Burden              | 24. Apr. 1998        | 18. Nov. 2004                         | Constantine Makris  | David Shore & I. C. Rapoport                      |
| 178        | 21        | Das verlorene Schaf          | Bad Girl            | 29. Apr. 1998        | 30. März 2006                         | Jace Alexander      | Richard Sweren & René Balcer                      |
| 179        | 22        | Das Schlangennest            | Damaged             | 6. Mai 1998          | 4. Apr. 2006                          | Constantine Makris  | Janis Diamond                                     |
| 180        | 23        | Der Sensationsreporter       | Tabloid             | 13. Mai 1998         | 6. Apr. 2006                          | Brian Mertes        | David Black Idee: David Black & Alec Baldwin      |
| 181        | 24        | Monster                      | Monster             | 20. Mai 1998         | 11. Apr. 2006                         | Ed Sherin           | Richard Sweren & René Balcer                      |

## Film
| Nr. | Deutscher Titel                   | Originaltitel                | Erstausstrahlung USA | Deutschsprachige Erstausstrahlung (D) | Regie            | Drehbuch                                       |
| --- | --------------------------------- | ---------------------------- | -------------------- | ------------------------------------- | ---------------- | ---------------------------------------------- |
| 1   | Strafversetzt – Mord in Manhattan | Exiled – A Law & Order Movie | 8. Nov. 1998         | 23. Aug. 2005                         | Jean de Segonzac | Charles Kipps Idee: Chris Noth & Charles Kipps |

## Staffel 9
| Nr. (ges.) | Nr. (St.) | Deutscher Titel              | Originaltitel | Erstausstrahlung USA | Deutschsprachige Erstausstrahlung (D) | Regie               | Drehbuch                                                                    |
| ---------- | --------- | ---------------------------- | ------------- | -------------------- | ------------------------------------- | ------------------- | --------------------------------------------------------------------------- |
| 182        | 1         | Rabeneltern                  | Cherished     | 23. Sep. 1998        | 2. Dez. 2004                          | Ed Sherin           | Kathy McCormick Idee: Kathy McCormick, Carl Nelson & Scott Tobin            |
| 183        | 2         | Das Kumpel-System            | DWB           | 7. Okt. 1998         | 18. Apr. 2006                         | Constantine Makris  | René Balcer                                                                 |
| 184        | 3         | Der Spitzel                  | Bait          | 14. Okt. 1998        | 20. Apr. 2006                         | Lewis H. Gould      | David Shore Idee: I. C. Rapoport & David Shore                              |
| 185        | 4         | Killerbakterien              | Flight        | 21. Okt. 1998        | 9. Dez. 2004                          | David Platt         | Richard Sweren & William N. Fordes                                          |
| 186        | 5         | Höllenqualen                 | Agony         | 4. Nov. 1998         | 16. Dez. 2004                         | Constantine Makris  | Kathy McCormick                                                             |
| 187        | 6         | Erbanlagen                   | Scrambled     | 11. Nov. 1998        | 23. Dez. 2004                         | Martha Mitchell     | Ed Zuckerman Idee: Dick Teresi & Judith Hopper                              |
| 188        | 7         | Unter Kontrolle              | Venom         | 18. Nov. 1998        | 30. Dez. 2004                         | Jace Alexander      | I. C. Rapoport Idee: I. C. Rapoport & David Shore                           |
| 189        | 8         | Schikanen hinter Gittern     | Punk          | 25. Nov. 1998        | 4. Jan. 2005                          | Matthew Penn        | Matt Witten Idee: Matt Witten & Richard Sweren                              |
| 190        | 9         | Zu hoch hinaus               | True North    | 9. Dez. 1998         | 11. Jan. 2005                         | Arthur W. Forney    | Ed Zuckerman                                                                |
| 191        | 10        | Die Macht der Worte          | Hate          | 6. Jan. 1999         | 16. Mai 2006                          | Constantine Makris  | René Balcer                                                                 |
| 192        | 11        | Mauer des Schweigens         | Ramparts      | 13. Jan. 1999        | 18. Jan. 2005                         | Matthew Penn        | Kathy McCormick & Lynne Litt                                                |
| 193        | 12        | Vorbild mit kleinen Fehlern  | Haven         | 10. Feb. 1999        | 23. Mai 2006                          | David Platt         | David Shore & I. C. Rapoport                                                |
| 194        | 13        | Kopfgeldjäger                | Hunters       | 10. Feb. 1999        | 30. Mai 2006                          | Richard Dobbs       | Gerry Conway Idee: Gerry Conway & William N. Fordes                         |
| 195        | 14        | Achtung, Sonderermittler (1) | Sideshow (1)  | 17. Feb. 1999        | 1. Juni 2006                          | Ed Sherin           | René Balcer                                                                 |
| 196        | 15        | Die Exorzistin               | Disciple      | 24. Feb. 1999        | 1. Feb. 2005                          | Martha Mitchell     | Lynne Litt & Richard Sweren Idee: Kathy McCormick & Lynne Litt              |
| 197        | 16        | Kunstfehler                  | Harm          | 3. März 1999         | 8. Feb. 2005                          | Richard Dobbs       | Eddie Feldmann & René Balcer                                                |
| 198        | 17        | Jeder für jeden              | Shield        | 24. März 1999        | 20. Juni 2006                         | Stephen Wertimer    | David Shore, I. C. Rapoport Idee: David Shore, I. C. Rapoport & René Balcer |
| 199        | 18        | Ein ungesühnter Mord         | Juvenile      | 14. Apr. 1999        | 22. Feb. 2005                         | Lewis H. Gould      | Richard Sweren & Lynne E. Litt                                              |
| 200        | 19        | Tabula Rasa                  | Tabula Rasa   | 21. Apr. 1999        | 1. März 2005                          | Richard Dobbs       | William N. Fordes & Kathy McCormick                                         |
| 201        | 20        | Das Imperium                 | Empire        | 5. Mai 1999          | 29. Juni 2006                         | Matthew Penn        | Robert Palm Idee: Robert Palm & René Balcer                                 |
| 202        | 21        | Club der Träumer             | Ambitious     | 12. Mai 1999         | 4. Juli 2006                          | Christopher Misiano | Barry M. Schkolnick Idee: Barry M. Schkolnick & Richard Sweren              |
| 203        | 22        | Mord auf dem Campus          | Admissions    | 19. Mai 1999         | 6. Juli 2006                          | Jace Alexander      | Lynne E. Litt & Kathy McCormick Idee: William N. Fordes & Lynne E. Litt     |
| 204        | 23        | Der einzige Zeuge (1)        | Refuge (1)    | 26. Mai 1999         | 11. Juli 2006                         | Constantine Makris  | René Balcer                                                                 |
| 205        | 24        | Der einzige Zeuge (2)        | Refuge (2)    | 26. Mai 1999         | 13. Juli 2006                         | Constantine Makris  | René Balcer                                                                 |

## Staffel 10
Parallel zu dieser Staffel startet die erste Staffel des ersten Ablegers Law & Order: Special Victims Unit.
| Nr. (ges.) | Nr. (St.) | Deutscher Titel                | Originaltitel         | Erstausstrahlung USA | Deutschsprachige Erstausstrahlung (D) | Regie               | Drehbuch                                                           |
| ---------- | --------- | ------------------------------ | --------------------- | -------------------- | ------------------------------------- | ------------------- | ------------------------------------------------------------------ |
| 206        | 1         | Amoklauf im Park               | Gunshow               | 22. Sep. 1999        | 8. März 2005                          | Ed Sherin           | René Balcer                                                        |
| 207        | 2         | Killerkids                     | Killerz               | 29. Sep. 1999        | 22. März 2005                         | Constantine Makris  | Richard Sweren                                                     |
| 208        | 3         | Bis, dass der Tod uns scheidet | DNR                   | 6. Okt. 1999         | 29. März 2005                         | David Platt         | Kathy McCormick Idee: William N. Fordes                            |
| 209        | 4         | Heirat inbegriffen             | Merger                | 13. Okt. 1999        | 5. Apr. 2005                          | Stephen Wertimer    | Lynn Mamet                                                         |
| 210        | 5         | Tödlicher Ehrgeiz              | Justice               | 10. Nov. 1999        | 12. Apr. 2005                         | Matthew Penn        | Gerry Conway Idee: Gerry Conway & William N. Fordes                |
| 211        | 6         | Auf dem Prüfstand              | Marathon              | 17. Nov. 1999        | 19. Apr. 2005                         | Jace Alexander      | Richard Sweren & Matt Witten                                       |
| 212        | 7         | Verfahrensmängel               | Patsy                 | 24. Nov. 1999        | 26. Apr. 2005                         | David Platt         | Lynne E. Litt & René Balcer                                        |
| 213        | 8         | Blutgeld                       | Blood Money           | 1. Dez. 1999         | 3. Mai 2005                           | Matthew Penn        | Barry Schindel                                                     |
| 214        | 9         | Wenn es dunkel wird            | Sundown               | 15. Dez. 1999        | 10. Mai 2005                          | Jace Alexander      | Krista Vernoff Idee: Krista Vernoff & William N. Fordes            |
| 215        | 10        | Die Sünden der Eltern          | Loco Parentis         | 5. Jan. 2000         | 17. Mai 2005                          | Constantine Makris  | Richard Sweren & Matt Witten                                       |
| 216        | 11        | Die heimliche Geliebte         | Collision             | 26. Jan. 2000        | 31. Mai 2005                          | David Platt         | Gerry Conway Idee: Gerry Conway & William N. Fordes                |
| 217        | 12        | Mutter ist die Beste           | Mother’s Milk         | 9. Feb. 2000         | 7. Juni 2005                          | Richard Dobbs       | Lynn Mamet & Barry Schindel                                        |
| 218        | 13        | Sexuelle Panik                 | Panic                 | 16. Feb. 2000        | 14. Juni 2005                         | Constantine Makris  | William N. Fordes & Lynn Mamet Idee: Kathy McCormick & Matt Witten |
| 219        | 14        | Opfer des Ruhms (2)            | Entitled (2)          | 18. Feb. 2000        | 31. Aug. 2006                         | Ed Sherin           | Richard Sweren Dick Wolf, René Balcer & Robert Palm                |
| 220        | 15        | Liebesspiele                   | Fools For Love        | 23. Feb. 2000        | 21. Juni 2005                         | Christopher Misiano | Kathy McCormick & Lynne E. Litt                                    |
| 221        | 16        | Zu hoch gepokert               | Trade This            | 1. März 2000         | 28. Juni 2005                         | Jace Alexander      | Barry Schindel Idee: Barry Schindel & René Balcer                  |
| 222        | 17        | Spritztour nach Harlem         | Black, White and Blue | 22. März 2000        | 5. Juli 2005                          | Constantine Makris  | Lynne E. Litt & Matt Witten Idee: Lynne E. Litt & Richard Sweren   |
| 223        | 18        | Meister des Erfolgs            | Mega                  | 5. Apr. 2000         | 12. Juli 2005                         | David Platt         | Lynn Mamet                                                         |
| 224        | 19        | Die Mustergattin               | Surrender Dorothy     | 26. Apr. 2000        | 19. Juli 2005                         | Martha Mitchell     | Barry Schindel & Matt Witten                                       |
| 225        | 20        | Die Frau ohne Hände            | Untitled              | 3. Mai 2000          | 26. Juli 2005                         | Jace Alexander      | Barry M. Schkolnick Idee: Barry M. Schkolnick & Richard Sweren     |
| 226        | 21        | Internetsüchtig                | Narcosis              | 10. Mai 2000         | 2. Aug. 2005                          | Constantine Makris  | Lynne E. Litt & Kathy McCormick                                    |
| 227        | 22        | Im Namen der Liebe             | High & Low            | 17. Mai 2000         | 9. Aug. 2005                          | Richard Dobbs       | Gerry Conway Idee: Gerry Conway & William N. Fordes                |
| 228        | 23        | Höllisches Gift                | Stiff                 | 24. Mai 2000         | 16. Aug. 2005                         | Jace Alexander      | Hall Powell Idee: Hall Powell & René Balcer                        |
| 229        | 24        | Eine alte Geschichte           | Vaya Con Dios         | 24. Mai 2000         | 23. Aug. 2005                         | Christopher Misiano | René Balcer & Richard Sweren                                       |

## Staffel 11
| Nr. (ges.) | Nr. (St.) | Deutscher Titel                      | Originaltitel                 | Erstausstrahlung USA | Deutschsprachige Erstausstrahlung (D) | Regie              | Drehbuch                                            |
| ---------- | --------- | ------------------------------------ | ----------------------------- | -------------------- | ------------------------------------- | ------------------ | --------------------------------------------------- |
| 230        | 1         | Ein kurzer, grauenvoller Moment      | Endurance                     | 18. Okt. 2000        | 30. Aug. 2005                         | Constantine Makris | Matt Witten                                         |
| 231        | 2         | Mord aufgrund von Kosteneinsparungen | Turnstile Justice             | 25. Okt. 2000        | 6. Sep. 2005                          | Richard Dobbs      | Barry Schindel                                      |
| 232        | 3         | Eifersucht                           | Dissonance                    | 1. Nov. 2000         | 13. Sep. 2005                         | Lewis H. Gould     | Wendy Battles                                       |
| 233        | 4         | Mord hinter Gittern                  | Standoff                      | 8. Nov. 2000         | 22. Sep. 2005                         | Jace Alexander     | P. K. Todd                                          |
| 234        | 5         | Flucht nach Israel                   | Return                        | 15. Nov. 2000        | 29. Sep. 2005                         | Stephen Wertimer   | Aaron Zelman                                        |
| 235        | 6         | Falsche Adresse                      | Burn Baby Burn                | 22. Nov. 2000        | 6. Okt. 2005                          | David Platt        | Richard Sweren                                      |
| 236        | 7         | Auf Quotenjagd                       | Amends                        | 29. Nov. 2000        | 13. Okt. 2005                         | Matthew Penn       | William N. Fordes                                   |
| 237        | 8         | Auf dünnem Eis                       | Thin Ice                      | 20. Dez. 2000        | 18. Nov. 2005                         | Jace Alexander     | Barry Schindel & Matt Witten Idee: Bernard Goldberg |
| 238        | 9         | Flirt mit einer Geschworenen         | Hubris                        | 10. Jan. 2001        | 20. Nov. 2005                         | Constantine Makris | Kathy McCormick & Wendy Battles                     |
| 239        | 10        | Tierschutz mit allen Mitteln         | Whose Monkey is it Anyway?    | 17. Jan. 2001        | 18. Okt. 2005                         | Vincent Misiano    | William M. Finkelstein                              |
| 240        | 11        | An einem Sonntag im Park             | Sunday in the Park with Jorge | 24. Jan. 2001        | 20. Okt. 2005                         | James Quinn        | William M. Finkelstein                              |
| 241        | 12        | Bittere Pflicht                      | Teenage Wasteland             | 7. Feb. 2001         | 25. Okt. 2005                         | Constantine Makris | Aaron Zelman & Barry Schindel                       |
| 242        | 13        | Fehlgeleitet                         | Phobia                        | 14. Feb. 2001        | 27. Okt. 2005                         | David Platt        | Wendy Battles, Lynn Mamet & Kathy McCormick         |
| 243        | 14        | Verspielte Chancen                   | A Losing Season               | 21. Feb. 2001        | 1. Nov. 2005                          | Jace Alexander     | Wendy Battles & Barry Schindel                      |
| 244        | 15        | Letzte Worte                         | Swept Away                    | 28. Feb. 2001        | 3. Nov. 2005                          | James Quinn        | William M. Finkelstein                              |
| 245        | 16        | Falscher Ort, falscher Mord          | Bronx Cheer                   | 14. März 2001        | 8. Nov. 2005                          | Richard Dobbs      | Richard Sweren Idee: Richard Sweren & Wendy Battles |
| 246        | 17        | Das Ende einer Karriere              | Ego                           | 21. März 2001        | 10. Nov. 2005                         | James Quinn        | William N. Fordes & Wendy Battles                   |
| 247        | 18        | Schnee aus Bogota                    | White Lie                     | 4. Apr. 2001         | 15. Nov. 2005                         | Don Scardino       | Richard Sweren & Aaron Zelman                       |
| 248        | 19        | Schleudertrauma                      | Whiplash                      | 18. Apr. 2001        | 17. Nov. 2005                         | Richard Dobbs      | Matt Witten & Aaron Zelman                          |
| 249        | 20        | Der Schatten eines Vaters            | All My Children               | 2. Mai 2001          | 22. Nov. 2005                         | David Platt        | Barry Schindel & Noah Baylin                        |
| 250        | 21        | Abgesprochen                         | Brother’s Keeper              | 9. Mai 2001          | 29. Nov. 2005                         | Constantine Makris | René Balcer & Joe Gannon                            |
| 251        | 22        | Die Rache des Ninja                  | School Daze                   | 16. Mai 2001         | 1. Dez. 2005                          | Richard Dobbs      | Barry Schindel & Eric Overmyer Idee: Dick Wolf      |
| 252        | 23        | Rauchende Colts                      | Judge Dread                   | 23. Mai 2001         | 6. Dez. 2005                          | David Platt        | Richard Sweren & Aaron Zelman                       |
| 253        | 24        | Wahlbetrug                           | Deep Vote                     | 23. Mai 2001         | 8. Dez. 2005                          | Jace Alexander     | Matt Witten & William N. Fordes                     |

## Staffel 12
Parallel zu dieser Staffel startet die erste Staffel des zweiten Ablegers Criminal Intent – Verbrechen im Visier.
| Nr. (ges.) | Nr. (St.) | Deutscher Titel                    | Originaltitel         | Erstausstrahlung USA | Deutschsprachige Erstausstrahlung (D) | Regie              | Drehbuch                                             |
| ---------- | --------- | ---------------------------------- | --------------------- | -------------------- | ------------------------------------- | ------------------ | ---------------------------------------------------- |
| 254        | 1         | Ein Hundeleben                     | Who Let the Dogs Out? | 26. Sep. 2001        | 13. Dez. 2005                         | Don Scardino       | Douglas Stark & Kathy McCormick                      |
| 255        | 2         | Kriegshelden                       | Armed Forces          | 3. Okt. 2001         | 20. Dez. 2005                         | Martha Mitchell    | Sean Jablonski & Richard Sweren                      |
| 256        | 3         | Die schwarze Witwe                 | For Love or Money     | 10. Okt. 2001        | 22. Dez. 2005                         | Constantine Makris | Sean Jablonski & Wendy Battles                       |
| 257        | 4         | Blutdiamanten                      | Soldier of Fortune    | 24. Okt. 2001        | 27. Dez. 2005                         | Richard Dobbs      | Barry Schindel                                       |
| 258        | 5         | Besessen                           | Possession            | 31. Okt. 2001        | 3. Jan. 2006                          | James Quinn        | Robert Palm                                          |
| 259        | 6         | Verderblicher Ruhm                 | Formerly Famous       | 7. Nov. 2001         | 5. Jan. 2006                          | Richard Dobbs      | Wendy Battles & Marc Guggenheim                      |
| 260        | 7         | Opfer der Pflicht                  | Myth of Fingerprints  | 14. Nov. 2001        | 10. Jan. 2006                         | David Platt        | Terri Kopp & Aaron Zelman Idee: Eric Overmyer        |
| 261        | 8         | Erde und Feuer                     | The Fire This Time    | 21. Nov. 2001        | 12. Jan. 2006                         | David Platt        | David Black                                          |
| 262        | 9         | Traumberuf: DJ                     | 3 Dawg Night          | 28. Nov. 2001        | 17. Jan. 2006                         | Stephen Wertimer   | Richard Sweren Idee: Richard Sweren & Aaron Zelman   |
| 263        | 10        | Rassenwahn                         | Prejudice             | 12. Dez. 2001        | 19. Jan. 2006                         | Ed Sherin          | Jill Goldsmith                                       |
| 264        | 11        | Der Lieblingspriester              | The Collar            | 9. Jan. 2002         | 24. Jan. 2006                         | Matthew Penn       | Richard Sweren                                       |
| 265        | 12        | Hilflos                            | Undercovered          | 16. Jan. 2002        | 26. Jan. 2006                         | Jace Alexander     | Noah Baylin & Wendy Battles                          |
| 266        | 13        | Eine Staatsanwältin unter Beschuss | DR 1-102              | 30. Jan. 2002        | 31. Jan. 2006                         | Richard Dobbs      | Aaron Zelman & Marc Guggenheim                       |
| 267        | 14        | Unterschätzt                       | Missing               | 6. Feb. 2002         | 2. Feb. 2006                          | David Platt        | Eric Overmyer & Matt Witten Idee: Barry Schindel     |
| 268        | 15        | Mord im Internet                   | Access Nation         | 27. Feb. 2002        | 7. Feb. 2006                          | Constantine Makris | Sean Jablonski & Teri Kopp                           |
| 269        | 16        | Wiedergeburt                       | Born Again            | 6. März 2002         | 9. Feb. 2006                          | Jace Alexander     | Jill Goldsmith & Matt Witten Idee: William N. Fordes |
| 270        | 17        | Sexuelle Belästigung               | Girl Most Likely      | 27. März 2002        | 14. Feb. 2006                         | Steve Shill        | Lynn Mamet                                           |
| 271        | 18        | Geprellte Kleinanleger             | Equal Rights          | 3. Apr. 2002         | 16. Feb. 2006                         | James Quinn        | Terri Kopp                                           |
| 272        | 19        | Schlachtquoten                     | Slaughter             | 10. Apr. 2002        | 21. Feb. 2006                         | Constantine Makris | Rob Wright                                           |
| 273        | 20        | Sturz vom Dach                     | Dazzled               | 24. Apr. 2002        | 23. Feb. 2006                         | Lewis H. Gould     | Eric Overmyer & Matt Witten                          |
| 274        | 21        | Kleine Baseball-Monster            | Foul Play             | 1. Mai 2002          | 28. Feb. 2006                         | Richard Dobbs      | Richard Sweren & Stuart Feldman                      |
| 275        | 22        | Ein Winkeladvokat                  | Attorney Client       | 8. Mai 2002          | 2. März 2006                          | Matthew Penn       | Jill Goldsmith                                       |
| 276        | 23        | Mord auf Rezept                    | Oxymoron              | 15. Mai 2002         | 7. März 2006                          | Constantine Makris | Michael Harbert                                      |
| 277        | 24        | Der Patriot                        | Patriot               | 22. Mai 2002         | 9. März 2006                          | David Platt        | William N. Fordes & Sean Jablonski                   |

## Staffel 13
| Nr. (ges.) | Nr. (St.) | Deutscher Titel                    | Originaltitel  | Erstausstrahlung USA | Deutschsprachige Erstausstrahlung (D) | Regie                            | Drehbuch                              |
| ---------- | --------- | ---------------------------------- | -------------- | -------------------- | ------------------------------------- | -------------------------------- | ------------------------------------- |
| 278        | 1         | Der Kreuzzug                       | American Jihad | 2. Okt. 2002         | 12. Sep. 2006                         | Constantine Makris               | Aaron Zelman & Marc Guggenheim        |
| 279        | 2         | Ewige Jugend                       | Shangri-La     | 9. Okt. 2002         | 19. Sep. 2006                         | Constantine Makris               | Michael S. Chernuchin                 |
| 280        | 3         | Hard-Rock-Krimi                    | True Crime     | 16. Okt. 2002        | 26. Sep. 2006                         | Martha Mitchell                  | Wendy Battles & Noah Baylin           |
| 281        | 4         | Das Einmaleins der Prozesstricks   | Tragedy on Rye | 30. Okt. 2002        | 10. Okt. 2006                         | David Platt                      | William N. Fordes                     |
| 282        | 5         | Geschmackloser Vertuschungsversuch | The Ring       | 6. Nov. 2002         | 17. Okt. 2006                         | Richard Dobbs                    | Michael S. Chernuchin                 |
| 283        | 6         | Süßer Abschied                     | Hitman         | 13. Nov. 2002        | 24. Okt. 2006                         | Richard Dobbs                    | Eric Overmyer                         |
| 284        | 7         | Kugeln für den Anwalt              | Open Season    | 20. Nov. 2002        | 31. Okt. 2006                         | Matthew Penn                     | Richard Sweren                        |
| 285        | 8         | Star mit Sternchen                 | Asterisk       | 27. Nov. 2002        | 7. Nov. 2006                          | Steve Shill                      | Terri Kopp                            |
| 286        | 9         | Klagen aus China                   | The Wheel      | 11. Dez. 2002        | 14. Nov. 2006                         | Richard Dobbs                    | Jill Goldsmith                        |
| 287        | 10        | Mutter Courage                     | Mother’s Day   | 8. Jan. 2003         | 21. Nov. 2006                         | Jace Alexander                   | Janis Diamond                         |
| 288        | 11        | Spendengelder                      | Chosen         | 15. Jan. 2003        | 28. Nov. 2006                         | Ed Sherin                        | Michael S. Chernuchin                 |
| 289        | 12        | Im Namen Gottes                    | Under God      | 5. Feb. 2003         | 5. Dez. 2006                          | Gloria Muzio                     | Marc Guggenheim & Noah Baylin         |
| 290        | 13        | Der Kronzeuge                      | Absentia       | 12. Feb. 2003        | 12. Dez. 2006                         | Martha Mitchell & Darnell Martin | Eric Overmyer                         |
| 291        | 14        | Alles, was glänzt                  | Star Crossed   | 19. Feb. 2003        | 19. Dez. 2006                         | David Platt                      | Richard Sweren                        |
| 292        | 15        | Makellos                           | Bitch          | 26. Feb. 2003        | 2. Jan. 2007                          | Constantine Makris               | Michael S. Chernuchin & Roz Weinman   |
| 293        | 16        | Das falsche Kreuz                  | Suicide Box    | 26. März 2003        | 9. Jan. 2007                          | Matthew Penn                     | Aaron Zelman                          |
| 294        | 17        | Das Genie                          | Genius         | 2. Apr. 2003         | 16. Jan. 2007                         | Jace Alexander                   | William N. Fordes                     |
| 295        | 18        | Auf hoher See                      | Maritime       | 17. Apr. 2003        | 23. Jan. 2007                         | Gloria Muzio                     | Wendy Battles                         |
| 296        | 19        | Das Medium                         | Seer           | 23. Apr. 2003        | 30. Jan. 2007                         | James Quinn                      | Jill Goldsmith                        |
| 297        | 20        | Kinder reicher Eltern              | Kid Pro Quo    | 30. Apr. 2003        | 6. Feb. 2007                          | David Platt                      | Eric Overmyer & Roz Weinman           |
| 298        | 21        | Hausbesuche                        | House Calls    | 7. Mai 2003          | 13. Feb. 2007                         | Jace Alexander                   | Janis Diamond                         |
| 299        | 22        | Der Scharfschütze                  | Sheltered      | 14. Mai 2003         | 20. Feb. 2007                         | Richard Dobbs                    | Terri Kopp                            |
| 300        | 23        | Bei aller Liebe                    | Couples        | 21. Mai 2003         | 27. Feb. 2007                         | David Platt                      | Lorenzo Carcaterra                    |
| 301        | 24        | Schall und Rauch                   | Smoke          | 21. Mai 2003         | 6. März 2007                          | Constantine Makris               | Michael S. Chernuchin Idee: Dick Wolf |

## Staffel 14
| Nr. (ges.) | Nr. (St.) | Deutscher Titel               | Originaltitel              | Erstausstrahlung USA | Deutschsprachige Erstausstrahlung (D) | Regie              | Drehbuch                                                          |
| ---------- | --------- | ----------------------------- | -------------------------- | -------------------- | ------------------------------------- | ------------------ | ----------------------------------------------------------------- |
| 302        | 1         | Totenstille                   | Bodies                     | 24. Sep. 2003        | 13. März 2007                         | Constantine Makris | William N. Fordes Idee: William N. Fordes & Michael S. Chernuchin |
| 303        | 2         | Frei erfunden                 | Bounty                     | 1. Okt. 2003         | 20. März 2007                         | Matthew Penn       | Michael S. Chernuchin                                             |
| 304        | 3         | Der erste Patient             | Patient Zero               | 8. Okt. 2003         | 27. März 2007                         | David Platt        | Wendy Battles                                                     |
| 305        | 4         | Retter in Weiß                | Shrunk                     | 22. Okt. 2003        | 3. Apr. 2007                          | Jace Alexander     | Richard Sweren                                                    |
| 306        | 5         | Angeheizt                     | Blaze                      | 29. Okt. 2003        | 10. Apr. 2007                         | Gloria Muzio       | Marc Guggenheim, Michael S. Chernuchin & Aaron Zelman             |
| 307        | 6         | Internet-Kriminalität         | Identity                   | 5. Nov. 2003         | 17. Apr. 2007                         | Jace Alexander     | Janis Diamond                                                     |
| 308        | 7         | Korruption im Gerichtssaal    | Floater                    | 12. Nov. 2003        | 24. Apr. 2007                         | Richard Dobbs      | Eric Overmyer                                                     |
| 309        | 8         | Einsatz im Irak               | Embedded                   | 19. Nov. 2003        | 1. Mai 2007                           | Ed Sherin          | Craig Turk                                                        |
| 310        | 9         | Ab ins Jenseits               | Compassion                 | 26. Nov. 2003        | 8. Mai 2007                           | Constantine Makris | Roz Weinman                                                       |
| 311        | 10        | Perfekte Empfängnis           | Ill-Conceived              | 3. Dez. 2003         | 15. Mai 2007                          | David Platt        | Aaron Zelman, Noah Baylin & Michael S. Chernuchin                 |
| 312        | 11        | Tiere der Großstadt           | Darwinian                  | 7. Jan. 2004         | 22. Mai 2007                          | Jace Alexander     | Marc Guggenheim                                                   |
| 313        | 12        | Brandzeichen                  | Payback                    | 14. Jan. 2004        | 29. Mai 2007                          | Constantine Makris | Lorenzo Carcaterra                                                |
| 314        | 13        | Adoptiert                     | Married with Children      | 4. Feb. 2004         | 5. Juni 2007                          | Richard Dobbs      | Wendy Battles & William N. Fordes                                 |
| 315        | 14        | Schießerei im Rathaus         | City Hall                  | 11. Feb. 2004        | 12. Juni 2007                         | Gloria Muzio       | Marc Guggenheim & Richard Sweren                                  |
| 316        | 15        | Veteranen-Bonus               | Veteran’s Day              | 18. Feb. 2004        | 19. Juni 2007                         | David Platt        | Noah Baylin                                                       |
| 317        | 16        | Fahrradkiller                 | Can I Get a Witness?       | 25. Feb. 2004        | 26. Juni 2007                         | Don Scardino       | Aaron Zelman                                                      |
| 318        | 17        | Mord ohne Leiche              | Hands Free                 | 3. März 2004         | 3. Juli 2007                          | Gloria Muzio       | Janis Diamond                                                     |
| 319        | 18        | Der Nazi-Mörder               | Evil Breeds                | 24. März 2004        | 7. Aug. 2007                          | Constantine Makris | Noah Baylin Idee: Noah Baylin & Barry Schindel                    |
| 320        | 19        | Vermächtnis eines Unbekannten | Nowhere Man                | 31. März 2004        | 14. Aug. 2007                         | Martha Mitchell    | William N. Fordes                                                 |
| 321        | 20        | Al dente                      | Everybody Loves Raimondo’s | 14. Apr. 2004        | 21. Aug. 2007                         | Richard Dobbs      | Lorenzo Carcaterra Idee: Lorenzo Carcaterra & Richard Sweren      |
| 322        | 21        | Das Messer                    | Vendetta                   | 21. Apr. 2004        | 28. Aug. 2007                         | David Platt        | David Nahmod Idee: David Nahmod & Michael S. Chernuchin           |
| 323        | 22        | Japanische Verschwörung       | Gaijin                     | 28. Apr. 2004        | 4. Sep. 2007                          | Jace Alexander     | Wendy Battles                                                     |
| 324        | 23        | Der Tod des Kaviarkönigs      | Caviar Emptor              | 12. Mai 2004         | 11. Sep. 2007                         | Richard Dobbs      | Roz Weinman                                                       |
| 325        | 24        | Per Nachnahme                 | C.O.D.                     | 19. Mai 2004         | 18. Sep. 2007                         | Matthew Penn       | Richard Sweren & Marc Guggenheim                                  |

## Staffel 15
Parallel zu dieser Staffel startet die erste und einzige Staffel des dritten Ableger Law & Order: Trial by Jury.
| Nr. (ges.) | Nr. (St.) | Deutscher Titel               | Originaltitel       | Erstausstrahlung USA | Deutschsprachige Erstausstrahlung (D) | Regie              | Drehbuch                                                                          |
| ---------- | --------- | ----------------------------- | ------------------- | -------------------- | ------------------------------------- | ------------------ | --------------------------------------------------------------------------------- |
| 326        | 1         | Blutrache                     | Paradigm            | 22. Sep. 2004        | 25. Sep. 2007                         | Matthew Penn       | Richard Sweren Idee: Dick Wolf                                                    |
| 327        | 2         | Club der trauernden Witwen    | The Dead Wives Club | 22. Sep. 2004        | 2. Okt. 2007                          | David Platt        | Nick Santora                                                                      |
| 328        | 3         | Verschärfter Vollzug          | The Brotherhood     | 29. Sep. 2004        | 9. Okt. 2007                          | Jean de Segonzac   | Alfredo Barrios, Jr. Idee: Alfredo Barrios, Jr. & Wendy Battles                   |
| 329        | 4         | Tödliche Studien              | Coming Down Hard    | 6. Okt. 2004         | 16. Okt. 2007                         | Richard Dobbs      | Davey Holmes                                                                      |
| 330        | 5         | Spiel mit dem Feuer           | Gunplay             | 20. Okt. 2004        | 23. Okt. 2007                         | Constantine Makris | William N. Fordes & Lois Johnson                                                  |
| 331        | 6         | Tödliche Dosis                | Cut                 | 27. Okt. 2004        | 6. Nov. 2007                          | Richard Dobbs      | Wendy Battles                                                                     |
| 332        | 7         | Das Interessendreieck         | Gov Love            | 10. Nov. 2004        | 13. Nov. 2007                         | Michael Pressman   | Ross Berger & Richard Sweren                                                      |
| 333        | 8         | Die Geliebte des Mafioso      | Cry Wolf            | 17. Nov. 2004        | 20. Nov. 2007                         | Don Scardino       | Lorenzo Carcaterra & Nick Santora                                                 |
| 334        | 9         | Frau in Ketten                | All in the Family   | 24. Nov. 2004        | 27. Nov. 2007                         | Jace Alexander     | William N. Fordes                                                                 |
| 335        | 10        | Rückstoß                      | Enemy               | 1. Dez. 2004         | 4. Dez. 2007                          | Richard Dobbs      | Alfredo Barrios, Jr.                                                              |
| 336        | 11        | Die Angst des Sozialarbeiters | Fixed               | 8. Dez. 2004         | 11. Dez. 2007                         | Ed Sherin          | Roz Weinman & Eric Overmyer                                                       |
| 337        | 12        | Eine Freundin zuviel          | Mammon              | 5. Jan. 2005         | 18. Dez. 2007                         | Jace Alexander     | William N. Fordes & Douglas Stark                                                 |
| 338        | 13        | Tod eines Produzenten         | Ain’t No Love       | 12. Jan. 2005        | 8. Jan. 2008                          | Paris Barclay      | Richard Sweren & Lois Johnson                                                     |
| 339        | 14        | Grippe-Epidemie               | Fluency             | 19. Jan. 2005        | 15. Jan. 2008                         | Matthew Penn       | Nick Santora                                                                      |
| 340        | 15        | Eiskalte Liebe                | Obsession           | 9. Feb. 2005         | 22. Jan. 2008                         | Constantine Makris | Alfredo Barrios, Jr. & Wendy Battles                                              |
| 341        | 16        | Ausgerastet                   | The Sixth Man       | 16. Feb. 2005        | 29. Jan. 2008                         | David Platt        | Lois Johnson Idee: Lois Johnson & Richard Sweren                                  |
| 342        | 17        | Wer jagt wen?                 | License to Kill     | 23. Feb. 2005        | 5. Feb. 2008                          | Constantine Makris | Richard Sweren & Stuart Feldman                                                   |
| 343        | 18        | Auswärts genascht             | Dining Out          | 2. März 2005         | 12. Feb. 2008                         | Jean de Segonzac   | Davey Holmes                                                                      |
| 344        | 19        | Muttertriebe                  | Sects               | 30. März 2005        | 19. Feb. 2008                         | Richard Dobbs      | Frank Pugliese                                                                    |
| 345        | 20        | Des Anwalts dunkle Seele… (1) | Tombstone (1)       | 13. Apr. 2005        | 26. Feb. 2008                         | Eric Stoltz        | Rick Eid                                                                          |
| 346        | 21        | Gefälligkeiten                | Publish and Perish  | 20. Apr. 2005        | 4. März 2008                          | Constantine Makris | Tom Szentgyorgi                                                                   |
| 347        | 22        | Ein Pferd für drei Millionen  | Sport of Kings      | 4. Mai 2005          | 11. März 2008                         | Michael Pressman   | Richard Sweren & Wendy Battles Idee: Richard Sweren, Wendy Battles & Nick Santora |
| 348        | 23        | Umwege des Herrn              | In God We Trust     | 11. Mai 2005         | 18. März 2008                         | David Platt        | Richard Sweren                                                                    |
| 349        | 24        | Entgleisungen                 | Locomotion          | 18. Mai 2005         | 25. März 2008                         | Matthew Penn       | Eric Overmyer Idee: Roz Weinman                                                   |

## Staffel 16
| Nr. (ges.) | Nr. (St.) | Deutscher Titel              | Originaltitel        | Erstausstrahlung USA | Deutschsprachige Erstausstrahlung (D) | Regie              | Drehbuch                      |
| ---------- | --------- | ---------------------------- | -------------------- | -------------------- | ------------------------------------- | ------------------ | ----------------------------- |
| 350        | 1         | Überlebt Jennifer?           | Red Ball             | 21. Sep. 2005        | 1. Apr. 2008                          | Matthew Penn       | David Wilcox                  |
| 351        | 2         | In den Rücken gefallen (2)   | Flaw (2)             | 28. Sep. 2005        | 8. Apr. 2008                          | Jean de Segonzac   | Chris Levinson                |
| 352        | 3         | Brücke in die Vergangenheit  | Ghosts               | 5. Okt. 2005         | 15. Apr. 2008                         | Constantine Makris | Rick Eid                      |
| 353        | 4         | Wanderwege einer Schuld      | Age of Innocence     | 12. Okt. 2005        | 22. Apr. 2008                         | David Platt        | Davey Holmes                  |
| 354        | 5         | Gegen die Gang „L-12“        | Life Line            | 19. Okt. 2005        | 29. Apr. 2008                         | Rosemary Rodriguez | Greg Plageman                 |
| 355        | 6         | Gutes, falsches Ziel         | Birthright           | 2. Nov. 2005         | 6. Mai 2008                           | Constantine Makris | David Slack                   |
| 356        | 7         | Mütter, Väter, Attentäter    | House of Cards       | 9. Nov. 2005         | 13. Mai 2008                          | Michael Pressman   | Wendy Battles                 |
| 357        | 8         | Zu heiße Fracht              | New York Minute      | 16. Nov. 2005        | 20. Mai 2008                          | Don Scardino       | Nicholas Wootton              |
| 358        | 9         | Weg mit Jack McCoy!          | Criminal Law         | 23. Nov. 2005        | 27. Mai 2008                          | Ed Sherin          | David Wilcox                  |
| 359        | 10        | Narben für immer             | Acid                 | 30. Nov. 2005        | 3. Juni 2008                          | Michael Pressman   | Richard Sweren                |
| 360        | 11        | Geld gegen Glauben           | Bible Story          | 7. Dez. 2005         | 10. Juni 2008                         | Rick Wallace       | Richard Sweren                |
| 361        | 12        | Mit Blut verdient            | Family Friend        | 11. Jan. 2006        | 17. Juni 2008                         | Jean de Segonzac   | Philippe Browning             |
| 362        | 13        | Dunkle Seelen                | Heart of Darkness    | 18. Jan. 2006        | 24. Juni 2008                         | Richard Dobbs      | Carter Harris                 |
| 363        | 14        | Nicht nur Illusionen sterben | Magnet               | 8. Feb. 2006         | 1. Juli 2008                          | Adam Bernstein     | David Black                   |
| 364        | 15        | Sohn des Bösen               | Choice of Evils      | 1. März 2006         | 8. Juli 2008                          | Michael Pressman   | David Wilcox                  |
| 365        | 16        | Geld für Liebe und Leben     | Cost of Capital      | 8. März 2006         | 15. Juli 2008                         | Michael Watkins    | Tom Smuts & Rick Eid          |
| 366        | 17        | Amerika, Inc.                | America, Inc.        | 22. März 2006        | 22. Juli 2008                         | Jean de Segonzac   | Richard Sweren                |
| 367        | 18        | Die Übel, die wir haben      | Thinking Makes It So | 29. März 2006        | 29. Juli 2008                         | Tony Goldwyn       | Michael S. Chernuchin         |
| 368        | 19        | Dr. Tod                      | Positive             | 5. Apr. 2006         | 5. Aug. 2008                          | Richard Dobbs      | Sonny Postiglione             |
| 369        | 20        | Königsmacher                 | Kingmaker            | 3. Mai 2006          | 12. Aug. 2008                         | Don Scardino       | David Slack                   |
| 370        | 21        | Rache trifft Eifersucht      | Hindsight            | 10. Mai 2006         | 19. Aug. 2008                         | Jean de Segonzac   | Chris Levinson                |
| 371        | 22        | Am Ende der Ethik            | Invaders             | 17. Mai 2006         | 26. Aug. 2008                         | Matthew Penn       | David Wilcox & Richard Sweren |

## Staffel 17
| Nr. (ges.) | Nr. (St.) | Deutscher Titel                          | Originaltitel           | Erstausstrahlung USA | Deutschsprachige Erstausstrahlung (D) | Regie              | Drehbuch                                         |
| ---------- | --------- | ---------------------------------------- | ----------------------- | -------------------- | ------------------------------------- | ------------------ | ------------------------------------------------ |
| 372        | 1         | Neu und mittendrin                       | Fame                    | 22. Sep. 2006        | 2. Sep. 2008                          | Jean de Segonzac   | Nicholas Wootton                                 |
| 373        | 2         | Avatar                                   | Avatar                  | 29. Sep. 2006        | 9. Sep. 2008                          | Vincent Misiano    | David Slack                                      |
| 374        | 3         | Zerstörtes Heim bringt Geld allein       | Home Sweet              | 6. Okt. 2006         | 16. Sep. 2008                         | Richard Dobbs      | Michael S. Chernuchin                            |
| 375        | 4         | Terror-Video                             | Fear America            | 13. Okt. 2006        | 23. Sep. 2008                         | Constantine Makris | Sonny Postiglione & Robert Nathan                |
| 376        | 5         | Redaktioneller Mord                      | Public Service Homicide | 20. Okt. 2006        | 30. Sep. 2008                         | Constantine Makris | Chris Levinson                                   |
| 377        | 6         | Profitgeier                              | Profiteer               | 27. Okt. 2006        | 7. Okt. 2008                          | Arthur W. Forney   | David Wilcox                                     |
| 378        | 7         | In vino veritas                          | In Vino Veritas         | 3. Nov. 2006         | 14. Okt. 2008                         | Tim Hunter         | David Wilcox                                     |
| 379        | 8         | Sex & Tod                                | Release                 | 10. Nov. 2006        | 21. Okt. 2008                         | Michael Pressman   | Rick Eid & Nicholas Wootton                      |
| 380        | 9         | Ein jeder könnte werfen den ersten Stein | Deadlock                | 17. Nov. 2006        | 28. Okt. 2008                         | Alex Chapple       | David Slack                                      |
| 381        | 10        | Dunkle Firma                             | Corner Office           | 8. Dez. 2006         | 4. Nov. 2008                          | Joan Stein Schimke | Rick Eid & Richard Sweren                        |
| 382        | 11        | Was von Toten übrig blieb                | Remains of the Day      | 5. Jan. 2007         | 11. Nov. 2008                         | Constantine Makris | David Wilcox Idee: David Wilcox & Shiya Ribowsky |
| 383        | 12        | So ein Baby ist chic                     | Charity Case            | 12. Jan. 2007        | 18. Nov. 2008                         | Michael Pressman   | Nicholas Wootton                                 |
| 384        | 13        | Nur einig im Hass                        | Talking Points          | 2. Feb. 2007         | 25. Nov. 2008                         | Matthew Penn       | Michael S. Chernuchin                            |
| 385        | 14        | Jede Sünde braucht einen Freund          | Church                  | 9. Feb. 2007         | 2. Dez. 2008                          | Constantine Makris | Rick Eid                                         |
| 386        | 15        | Schmelztiegel                            | Melting Pot             | 16. Feb. 2007        | 9. Dez. 2008                          | Jean de Segonzac   | Richard Sweren                                   |
| 387        | 16        | Wahrheit oder nicht?                     | Murder Book             | 23. Feb. 2007        | 16. Dez. 2008                         | Constantine Makris | David Wilcox                                     |
| 388        | 17        | Im Fegefeuer                             | Good Faith              | 30. März 2007        | 23. Dez. 2008                         | Sam Weisman        | David Slack                                      |
| 389        | 18        | Klunker und Geflunker                    | Bling                   | 6. Apr. 2007         | 30. Dez. 2008                         | Karen Gaviola      | Matthew McGough                                  |
| 390        | 19        | Abfallquote                              | Fallout                 | 27. Apr. 2007        | 6. Jan. 2009                          | Constantine Makris | Sonny Postiglione                                |
| 391        | 20        | Roger, Tory und Kevin                    | Captive                 | 4. Mai 2007          | 13. Jan. 2009                         | Michael Watkins    | Richard Sweren                                   |
| 392        | 21        | Ist Ehre zu teuer?                       | Over Here               | 11. Mai 2007         | 20. Jan. 2009                         | Constantine Makris | William N. Fordes                                |
| 393        | 22        | Familienfinale                           | The Family Hour         | 18. Mai 2007         | 27. Jan. 2009                         | Matthew Penn       | David Slack & Richard Sweren                     |

## Staffel 18
| Nr. (ges.) | Nr. (St.) | Deutscher Titel                     | Originaltitel      | Erstausstrahlung USA | Deutschsprachige Erstausstrahlung (D) | Regie              | Drehbuch                                              |
| ---------- | --------- | ----------------------------------- | ------------------ | -------------------- | ------------------------------------- | ------------------ | ----------------------------------------------------- |
| 394        | 1         | Einen Schritt weiter                | Called Home        | 2. Jan. 2008         | 3. Feb. 2009                          | Allen Coulter      | René Balcer                                           |
| 395        | 2         | Dunkelheit                          | Darkness           | 2. Jan. 2008         | 10. Feb. 2009                         | Michael Dinner     | David Slack & William N. Fordes                       |
| 396        | 3         | Männlichkeitsirreale                | Misbegotten        | 9. Jan. 2008         | 17. Feb. 2009                         | Michael Watkins    | Stephanie Sengupta & David Wilcox                     |
| 397        | 4         | Bracae Delicti                      | Bottomless         | 16. Jan. 2008        | 24. Feb. 2009                         | Alex Chapple       | Ed Zuckerman                                          |
| 398        | 5         | Stereotypen schlagen zu             | Driven             | 23. Jan. 2008        | 3. März 2009                          | Alan Taylor        | Gina Gionfriddo & Richard Sweren                      |
| 399        | 6         | Auch ein hohes Tier bleibt ein Tier | Political Animal   | 30. Jan. 2008        | 10. März 2009                         | Jean de Segonzac   | David Slack & Ed Zuckerman                            |
| 400        | 7         | Die Unschuld bin ich                | Quit Claim         | 6. Feb. 2008         | 17. März 2009                         | Jim McKay          | David Wilcox & William N. Fordes                      |
| 401        | 8         | Hilft Neid der Schuld?              | Illegal            | 13. Feb. 2008        | 24. März 2009                         | Constantine Makris | William N. Fordes & David Slack                       |
| 402        | 9         | Der Tod macht Fehler                | Executioner        | 20. Feb. 2008        | 31. März 2009                         | Constantine Makris | Gina Gionfriddo & Richard Sweren                      |
| 403        | 10        | Liebe, Sucht und Tod                | Tango              | 27. Feb. 2008        | 7. Apr. 2009                          | Dean White         | Stephanie Sengupta                                    |
| 404        | 11        | Ich bin mein Irrtum                 | Betrayal           | 5. März 2008         | 14. Apr. 2009                         | Marc Levin         | Richard Sweren & Gina Gionfriddo                      |
| 405        | 12        | Im Hund steckt die Wahrheit         | Submission         | 12. März 2008        | 21. Apr. 2009                         | Constantine Makris | Ed Zuckerman                                          |
| 406        | 13        | Krieger Gottes?                     | Angelgrove         | 19. März 2008        | 1. Sep. 2009                          | Darnell Martin     | David Wilcox & Stephanie Sengupta                     |
| 407        | 14        | Erinnerung beginnt beim Abschied    | Burn Card          | 23. Apr. 2008        | 8. Sep. 2009                          | Mario Van Peebles  | David Wilcox & Ed Zuckerman                           |
| 408        | 15        | Sektenterror                        | Bogeyman           | 30. Apr. 2008        | 15. Sep. 2009                         | Tim Hunter         | Richard Sweren Idee: Richard Sweren & Gina Gionfriddo |
| 409        | 16        | Streik- und Streitverhältnisse      | Strike             | 7. Mai 2008          | 22. Sep. 2009                         | Marisol Torres     | David Slack & William N. Fordes                       |
| 410        | 17        | Persona non grata                   | Personae Non Grata | 14. Mai 2008         | 29. Sep. 2009                         | John Coles         | Matthew McGough & Stephanie Sengupta                  |
| 411        | 18        | Excalibur                           | Excalibur          | 21. Mai 2008         | 6. Okt. 2009                          | Jim McKay          | Ed Zuckerman & René Balcer                            |

## Staffel 19
| Nr. (ges.) | Nr. (St.) | Deutscher Titel                      | Originaltitel             | Erstausstrahlung USA | Deutschsprachige Erstausstrahlung (D) | Regie              | Drehbuch                                                   |
| ---------- | --------- | ------------------------------------ | ------------------------- | -------------------- | ------------------------------------- | ------------------ | ---------------------------------------------------------- |
| 412        | 1         | Mögen die Kämpfe beginnen            | Rumble                    | 5. Nov. 2008         | 13. Okt. 2009                         | Constantine Makris | Christopher Ambrose & Richard Sweren                       |
| 413        | 2         | Nachteilig für alle                  | Challenged                | 12. Nov. 2008        | 20. Okt. 2009                         | Fred Berner        | Ed Zuckerman & René Balcer                                 |
| 414        | 3         | Lehre und Bündnisse                  | Lost Boys                 | 19. Nov. 2008        | 27. Okt. 2009                         | Chris Zalla        | Richard Sweren & Gina Gionfriddo                           |
| 415        | 4         | Der seltsame Fall der Lacey Talbot   | Falling                   | 26. Nov. 2008        | 3. Nov. 2009                          | Michael Watkins    | Keith Eisner & Stephanie Sengupta                          |
| 416        | 5         | Das Geheimnis von Dargerville        | Knock Off                 | 3. Dez. 2008         | 10. Nov. 2009                         | Constantine Makris | William N. Fordes & Matthew McGough Idee: Jonathan Rintels |
| 417        | 6         | Stricher, Stalker, Schwindler        | Sweetie                   | 10. Dez. 2008        | 17. Nov. 2009                         | Mario Van Peebles  | Luke Schelhaas & Ed Zuckerman                              |
| 418        | 7         | Selbsttäuschungen                    | Zero                      | 17. Dez. 2008        | 24. Nov. 2009                         | Marisol Torres     | Luke Schelhaas & Ed Zuckerman                              |
| 419        | 8         | Leidendes Vermögen                   | Chattel                   | 7. Jan. 2009         | 1. Dez. 2009                          | Jim McKay          | Matthew McGough & William N. Fordes                        |
| 420        | 9         | Mord durch Meineid?                  | By Perjury                | 14. Jan. 2009        | 9. März 2010                          | Darnell Martin     | Christopher Ambrose & Richard Sweren                       |
| 421        | 10        | Feind des Anspruchs ist die Realität | Pledge                    | 21. Jan. 2009        | 16. März 2010                         | Alex Chapple       | Gina Gionfriddo & Richard Sweren                           |
| 422        | 11        | Wer starb länger?                    | Lucky Stiff               | 28. Jan. 2009        | 23. März 2010                         | Marc Levin         | Matthew McGough & Ed Zuckerman                             |
| 423        | 12        | Besessen von J.F.K.                  | Illegitimate              | 4. Feb. 2009         | 30. März 2010                         | Josh Marston       | Keith Eisner & Stephanie Sengupta                          |
| 424        | 13        | Widersprüchliche Wahrheit            | Crimebusters              | 11. Feb. 2009        | 6. Apr. 2010                          | Alex Chapple       | Richard Sweren & Gina Gionfriddo                           |
| 425        | 14        | Ein letzter Gruß                     | Rapture                   | 18. Feb. 2009        | 13. Apr. 2010                         | Fred Berner        | Luke Schelhaas & Ed Zuckerman                              |
| 426        | 15        | Charakterschweine                    | Bailout                   | 11. März 2009        | 20. Apr. 2010                         | Jean de Segonzac   | Christopher Ambrose & Richard Sweren                       |
| 427        | 16        | Geheime Dienste                      | Take-out                  | 18. März 2009        | 27. Apr. 2010                         | Jim McKay          | Keith Eisner & William N. Fordes                           |
| 428        | 17        | Was von Taten übrig blieb            | Anchors Away              | 25. März 2009        | 4. Mai 2010                           | Alex Chapple       | Matthew McGough & Ed Zuckerman                             |
| 429        | 18        | Nicht willkommen und gejagt          | Promote This!             | 29. Apr. 2009        | 11. Mai 2010                          | Michael Watkins    | Christopher Ambrose & Richard Sweren                       |
| 430        | 19        | In der Mauer, auf der Lauer          | All New                   | 6. Mai 2009          | 14. Sep. 2010                         | Roger Young        | Keith Eisner & William N. Fordes                           |
| 431        | 20        | Mord und Rufmord                     | Exchange                  | 13. Mai 2009         | 21. Sep. 2010                         | Ernest Dickerson   | Stephanie Sengupta                                         |
| 432        | 21        | Neben der Spur                       | Skate or Die              | 20. Mai 2009         | 28. Sep. 2010                         | Norberto Barba     | Luke Schelhaas & Ed Zuckerman                              |
| 433        | 22        | Abschied der Souveränität            | The Drowned and the Saved | 3. Juni 2009         | 5. Okt. 2010                          | Fred Berner        | Richard Sweren & Gina Gionfriddo                           |

## Staffel 20
Als die 20. Staffel gedreht wurde, ging man noch davon aus, dass es weitere Staffeln der Serie geben würde. Im Mai 2010 wurde jedoch das Gegenteil bekannt: Die neue Serie Law & Order: LA löst die ursprüngliche Serie ab. Da dies während der Dreharbeiten noch nicht absehbar war, endet die Serie auch nur mit einem Staffelfinale.
| Nr. (ges.) | Nr. (St.) | Deutscher Titel                            | Originaltitel             | Erstausstrahlung USA | Deutschsprachige Erstausstrahlung (D) | Regie              | Drehbuch                                                              |
| ---------- | --------- | ------------------------------------------ | ------------------------- | -------------------- | ------------------------------------- | ------------------ | --------------------------------------------------------------------- |
| 434        | 1         | Der Anfang vom Ende                        | Memo From The Dark Side   | 25. Sep. 2009        | 12. Okt. 2010                         | Fred Berner        | Keith Eisner & René Balcer                                            |
| 435        | 2         | Schön ist die Lüge, nicht die Wahrheit     | Just a Girl in the World  | 2. Okt. 2009         | 19. Okt. 2010                         | M. T. Adler        | Richard Sweren & Christopher Ambrose                                  |
| 436        | 3         | Zum Teufel!                                | Great Satan               | 9. Okt. 2009         | 26. Okt. 2010                         | Michael Dinner     | Luke Schelhaas & Ed Zuckerman                                         |
| 437        | 4         | Tue Schlechtes und rede gut darüber        | Reality Bites             | 16. Okt. 2009        | 2. Nov. 2010                          | Constantine Makris | Luke Schelhaas & Ed Zuckerman                                         |
| 438        | 5         | Würde                                      | Dignity                   | 23. Okt. 2009        | 9. Nov. 2010                          | Jim McKay          | Julie Martin & Richard Sweren                                         |
| 439        | 6         | Virtueller Lynchmob                        | Human Flesh Search Engine | 30. Okt. 2009        | 16. Nov. 2010                         | Darnell Martin     | Matthew McGough & Ed Zuckerman                                        |
| 440        | 7         | Jungs auf Abwegen                          | Boy Gone Astray           | 6. Nov. 2009         | 23. Nov. 2010                         | Rose Troche        | Keith Eisner Idee: Keith Eisner & René Balcer                         |
| 441        | 8         | Die schlechte Absicht mit den bösen Folgen | Doped                     | 6. Nov. 2009         | 30. Nov. 2010                         | Mario Van Peebles  | Christopher Ambrose & Richard Sweren                                  |
| 442        | 9         | Komplizin der Anklage                      | For the Defense           | 13. Nov. 2009        | 7. Dez. 2010                          | William Klayer     | Luke Schelhaas & Ed Zuckerman                                         |
| 443        | 10        | Die unschöne Welt der Widersprüche         | Shotgun                   | 20. Nov. 2009        | 8. März 2011                          | Roger Young        | Richard Sweren & Julie Martin                                         |
| 444        | 11        | Links und rechts der Bürgerrechte          | FED                       | 11. Dez. 2009        | 15. März 2011                         | Alex Chapple       | Keith Eisner Idee: Keith Eisner & René Balcer                         |
| 445        | 12        | Wenn und Aber                              | Blackmail                 | 15. Jan. 2010        | 22. März 2011                         | Marc Levin         | Matthew McGough & Ed Zuckerman                                        |
| 446        | 13        | Messerscharfe Kälte                        | Steel-Eyed Death          | 1. März 2010         | 29. März 2011                         | Michael Pressman   | Richard Sweren, Christopher Ambrose & Julie Martin                    |
| 447        | 14        | Gottes verlogene Kinder                    | Boy on Fire               | 1. März 2010         | 5. Apr. 2011                          | Rose Troche        | Luke Schelhaas & Matthew McGough Idee: Ed Zuckerman & Matthew McGough |
| 448        | 15        | Psychopath im Schafspelz                   | Brilliant Disguise        | 8. März 2010         | 12. Apr. 2011                         | Alex Chapple       | Keith Eisner Idee: Keith Eisner & René Balcer                         |
| 449        | 16        | Im Labyrinth von Unschuld und Schuld       | Innocence                 | 15. März 2010        | 19. Apr. 2011                         | Fred Berner        | Richard Sweren & Julie Martin                                         |
| 450        | 17        | Das Unbehagen der Helden                   | Four Cops Shot            | 22. März 2010        | 26. Apr. 2011                         | Jim McKay          | Matthew McGough, Luke Schelhaas & Ed Zuckerman                        |
| 451        | 18        | Nicoles Familie                            | Brazil                    | 29. März 2010        | 3. Mai 2011                           | Jean de Segonzac   | Keith Eisner Idee: Keith Eisner & René Balcer                         |
| 452        | 19        | Was Frauen wollen                          | Crashers                  | 3. Mai 2010          | 10. Mai 2011                          | Darnell Martin     | Richard Sweren, Christopher Ambrose & Julie Martin                    |
| 453        | 20        | Steuern zahlen die anderen                 | Dyslexic                  | 10. Mai 2010         | 17. Mai 2011                          | Fred Berner        | William N. Fordes Idee: William N. Fordes & Ed Zuckerman              |
| 454        | 21        | Geld im Blut                               | Alcoholics Anonymous      | 17. Mai 2010         | 24. Mai 2011                          | Jim McKay          | Richard Sweren & Julie Martin                                         |
| 455        | 22        | Rosarote Falle                             | Solitary                  | 17. Mai 2010         | 31. Mai 2011                          | William Klayer     | Ed Zuckerman                                                          |
| 456        | 23        | Frieden                                    | Rubber Room               | 24. Mai 2010         | 7. Juni 2011                          | René Balcer        | René Balcer                                                           |

## Staffel 21
Nach elf Jahren wurde am 28. September 2021 eine 21. Staffel von NBC bestellt, die vom 24. Februar 2022 bis zum 19. Mai 2022 ausgestrahlt wurde. Vom 21. Juni 2022 bis 19. Juli wurde die neue Staffel auf dem Pay-TV-Sender 13th Street ausgestrahlt.
| Nr. (ges.) | Nr. (St.) | Deutscher Titel        | Originaltitel       | Erstausstrahlung USA | Deutschsprachige Erstausstrahlung (D) | Regie             | Drehbuch                                   |
| ---------- | --------- | ---------------------- | ------------------- | -------------------- | ------------------------------------- | ----------------- | ------------------------------------------ |
| 457        | 1         | Das Richtige           | The Right Thing     | 24. Feb. 2022        | 21. Juni 2022                         | Jean de Segonzac  | Dick Wolf & Rick Eid                       |
| 458        | 2         | Unmöglicher Traum      | Impossible Dream    | 3. März 2022         | 21. Juni 2022                         | Michael Pressman  | Rick Eid Idee: Pamela Wechsler & Rick Eid  |
| 459        | 3         | Gefiltertes Leben      | Filtered Life       | 10. März 2022        | 28. Juni 2022                         | Milena Govich     | Art Alamo & Pamela Wechsler                |
| 460        | 4         | Bruchlinien            | Fault Lies          | 17. März 2022        | 28. Juni 2022                         | Heather Cappiello | Pamela Wechsler & Art Alamo                |
| 461        | 5         | Redefreiheit           | Free Speech         | 7. Apr. 2022         | 5. Juli 2022                          | Alex Hall         | Rick Eid                                   |
| 462        | 6         | Afterparty             | Wicked Game         | 14. Apr. 2022        | 5. Juli 2022                          | Alex Hall         | Rick Eid Idee: Pamela Wechsler & Art Alamo |
| 463        | 7         | Sei ein Mann           | Legacy              | 28. Apr. 2022        | 5. Juli 2022                          | Sarah Boyd        | Pamela Wechsler                            |
| 464        | 8         | Unterbrechungen        | Severance           | 5. Mai 2022          | 12. Juli 2022                         | Yangzom Brauen    | Art Alamo                                  |
| 465        | 9         | Die Hochstaplerin      | The Great Pretender | 12. Mai 2022         | 19. Juli 2022                         | Alex Hall         | Rick Eid & Pamela Wechsler                 |
| 466        | 10        | Schweigsame Schwestern | Black and Blue      | 19. Mai 2022         | 19. Juli 2022                         | Eriq La Salle     | Rick Eid                                   |

## Staffel 22
Die 22. Staffel wurde von dem 22. September 2022 bis zum 18. Mai 2023 auf dem US-amerikanischen Network NBC ausgestrahlt. In Deutschland wurde die Staffel von dem 6. Juni 2023 bis zum 16. August 2023 auf dem Pay-TV-Sender 13th Street ausgestrahlt.
| Nr. (ges.) | Nr. (St.) | Deutscher Titel                     | Originaltitel              | Erstausstrahlung USA | Deutschsprachige Erstausstrahlung (D) | Regie            | Drehbuch                                                    |
| ---------- | --------- | ----------------------------------- | -------------------------- | -------------------- | ------------------------------------- | ---------------- | ----------------------------------------------------------- |
| 467        | 1         | Minderjährig (Teil 3)               | Gimme Shelter – Part Three | 22. Sep. 2022        | 6. Juni 2023                          | Alex Hall        | Rick Eid & Gwen Sigan                                       |
| 468        | 2         | Frontlinien                         | Battle Lines               | 29. Sep. 2022        | 13. Juni 2023                         | Milena Govich    | Art Alamo                                                   |
| 469        | 3         | Camouflage                          | Camouflage                 | 6. Okt. 2022         | 13. Juni 2023                         | John Behring     | Pamela Wechsler                                             |
| 470        | 4         | Die Beweiskette                     | Benefit Of The Doubt       | 13. Okt. 2022        | 20. Juni 2023                         | Carl Weathers    | Peter Blauner                                               |
| 471        | 5         | 12 Sekunden                         | 12 Seconds                 | 27. Okt. 2022        | 20. Juni 2023                         | David Grossman   | Jonathan Collier                                            |
| 472        | 6         | Teufelskreis                        | Vicious Cycle              | 3. Nov. 2022         | 27. Juni 2023                         | Bethany Rooney   | Pamela Wechsler & Rick Eid Idee: Pamela Wechsler            |
| 473        | 7         | Der Seidenschal                     | Only The Lonely            | 10. Nov. 2022        | 27. Juni 2023                         | Elisabeth Röhm   | Pamela Wechsler & Jennifer Vanderbes                        |
| 474        | 8         | Die Befehlskette                    | Chain Of Command           | 17. Nov. 2022        | 4. Juli 2023                          | Carlos Bernard   | Art Alamo & Gia Gordon                                      |
| 475        | 9         | Das System                          | The System                 | 8. Dez. 2022         | 4. Juli 2023                          | Alex Hall        | Rick Eid & Pamela Wechsler                                  |
| 476        | 10        | Land der unbegrenzten Möglichkeiten | Land of Opportunity        | 5. Jan. 2023         | 11. Juli 2023                         | Timothy Busfield | Art Alamo                                                   |
| 477        | 11        | Marouns Motiv                       | Second Chance              | 12. Jan. 2023        | 11. Juli 2023                         | Rachel Leiterman | Pamela Wechsler & Jonathan Collier                          |
| 478        | 12        | Fast berühmt                        | Almost Famous              | 26. Jan. 2023        | 18. Juli 2023                         | Bethany Rooney   | Pamela Wechsler & Jennifer Vanderbes                        |
| 479        | 13        | Mammon                              | Mammon                     | 2. Feb. 2023         | 18. Juli 2023                         | Joy Lane         | Keith Eisner                                                |
| 480        | 14        | Wahre Helden                        | Heroes                     | 16. Feb. 2023        | 26. Juli 2023                         | Alex Hall        | Rick Eid                                                    |
| 481        | 15        | Die blaue Mauer                     | Fear and Loathing          | 23. Feb. 2023        | 26. Juli 2023                         | Yangzom Brauen   | Pamela Wechsler Idee: Pamela Wechsler & Ajani Jackson       |
| 482        | 16        | Deadline                            | Deadline                   | 23. März 2023        | 1. Aug. 2023                          | Martha Mitchell  | Art Alamo & Gia Gordon                                      |
| 483        | 17        | Befangen                            | Bias                       | 30. März 2023        | 1. Aug. 2023                          | Alex Hall        | Keith Eisner                                                |
| 484        | 18        | Kollateralschaden                   | Collateral Damage          | 6. Apr. 2023         | 8. Aug. 2023                          | Jean de Segonzac | Pamela Wechsler                                             |
| 485        | 19        | Hinter verschlossenen Türen         | Private Lives              | 27. Apr. 2023        | 8. Aug. 2023                          | Nestor Carbonell | Art Alamo                                                   |
| 486        | 20        | Besinnungsfahrt                     | Class Retreat              | 4. Mai 2023          | 15. Aug. 2023                         | Milena Govich    | Rick Eid & Keith Eisner Idee: Rick Eid                      |
| 487        | 21        | Der beste Job der Welt              | Appraisal                  | 11. Mai 2023         | 15. Aug. 2023                         | Michael Pressman | Pamela Wechsler & Jennifer Vanderbes                        |
| 488        | 22        | Offene Wunden                       | Open Wounds                | 18. Mai 2023         | 15. Aug. 2023                         | Alex Hall        | Rick Eid & Pamela Wechsler Idee: Gia Gordon & Ajani Jackson |

## Staffel 23
Vom 18. Januar 2024 bis zum 16. Mai wurde die 23. Staffel auf dem US-amerikanischen Network NBC ausgestrahlt. Seit dem 23. Juli läuft die 23. Staffel auf dem deutschen Pay-TV-Sender 13th Street.
| Nr. (ges.) | Nr. (St.) | Deutscher Titel                  | Originaltitel           | Erstausstrahlung USA | Deutschsprachige Erstausstrahlung (D) | Regie            | Drehbuch                                                                 |
| ---------- | --------- | -------------------------------- | ----------------------- | -------------------- | ------------------------------------- | ---------------- | ------------------------------------------------------------------------ |
| 489        | 1         | Meinungsfreiheit                 | Freedom of Expression   | 18. Jan. 2024        | 23. Juli 2024                         | Alex Hall        | Rick Eid & Pamela Wechsler Idee: Dick Wolf & Rick Eid                    |
| 490        | 2         | Deepfake                         | Human Innovations       | 25. Jan. 2024        | 23. Juli 2024                         | Rachel Leiterman | Art Alamo                                                                |
| 491        | 3         | Ein neues Kapitel                | Turn the Page           | 1. Feb. 2024         | 30. Juli 2024                         | Michael Smith    | Rick Eid                                                                 |
| 492        | 4         | Eine Frage der Moral             | Unintended Consequences | 8. Feb. 2024         | 30. Juli 2024                         | Martha Mitchell  | Pamela Wechsler & Gia Gordon                                             |
| 493        | 5         | Der letzte Tanz                  | Last Dance              | 22. Feb. 2024        | 6. Aug. 2024                          | Alex Hall        | Rick Eid & Pamela Wechsler                                               |
| 494        | 6         | Am Abgrund                       | On the Ledge            | 29. Feb. 2024        | 6. Aug. 2024                          | David Grossman   | Pamela Wechsler & Jennifer Vanderbes                                     |
| 495        | 7         | Rollenspiele                     | Balance of Power        | 14. März 2024        | 13. Aug. 2024                         | Carlos Bernard   | Art Alamo & Ted Malawer                                                  |
| 496        | 8         | Fassade                          | Facade                  | 21. März 2024        | 13. Aug. 2024                         | Michael Smith    | Art Alamo & Ajani Jackson                                                |
| 497        | 9         | Familienbande                    | Family Ties             | 11. Apr. 2024        | 20. Aug. 2024                         | Michael Pressman | Pamela Wechsler & Ted Malawer                                            |
| 498        | 10        | Die unbequeme Wahrheit           | Inconvenient Truth      | 18. Apr. 2024        | 20. Aug. 2024                         | Alex Hall        | Rick Eid & Pamela Wechsler Idee: Gia Gordon & Rick Eid & Pamela Wechsler |
| 499        | 11        | Etage 70                         | Castle in the Sky       | 2. Mai 2024          | 27. Aug. 2024                         | Milena Govich    | Art Alamo                                                                |
| 500        | 12        | Keine gute Tat bleibt ungestraft | No Good Deed            | 9. Mai 2024          | 27. Aug. 2024                         | Eriq La Salle    | Rick Eid                                                                 |
| 501        | 13        | Bestellte Rache                  | In Harm's Way           | 16. Mai 2024         | 3. Sep. 2024                          | Alex Hall        | Pamela Wechsler & Jennifer Vanderbes                                     |

## Staffel 24
| Nr. (ges.) | Nr. (St.) | Deutscher Titel           | Originaltitel          | Erstausstrahlung USA | Deutschsprachige Erstausstrahlung (D) | Regie            | Drehbuch                                                       |
| ---------- | --------- | ------------------------- | ---------------------- | -------------------- | ------------------------------------- | ---------------- | -------------------------------------------------------------- |
| 502        | 1         | Catch and Kill            | Catch and Kill         | 3. Okt. 2024         | 8. Juli 2025                          | Eriq La Salle    | Rick Eid & Art Alamo                                           |
| 503        | 2         | Der perfekte Mann         | The Perfect Man        | 10. Okt. 2024        | 8. Juli 2025                          | David Grossman   | Scott Gold                                                     |
| 504        | 3         | Großer Bruder             | Big Brother            | 17. Okt. 2024        | 15. Juli 2025                         | Alex Hall        | Rick Eid                                                       |
| 505        | 4         | Das Lazarus-Phänomen      | The Meaning of Life    | 24. Okt. 2024        | 15. Juli 2025                         | Leslie Hope      | Jennifer Vanderbes                                             |
| 506        | 5         | Schlechtes Zeugnis        | Report Card            | 31. Okt. 2024        | 22. Juli 2025                         | Néstor Carbonell | Pamela Wechsler & Ajani Jackson                                |
| 507        | 6         | Ein Tag wie jeder andere  | Time Will Tell         | 7. Nov. 2024         | 22. Juli 2025                         | Milena Govich    | Rick Eid & Scott Gold                                          |
| 508        | 7         | Interessenkonflikt        | Truth and Consequences | 14. Nov. 2024        | 29. Juli 2025                         | Fred Berner      | Pamela Wechsler                                                |
| 509        | 8         | Schwarze Schafe           | Bad Apple              | 21. Nov. 2024        | 29. Juli 2025                         | Michael Smith    | Rick Eid & Scott Gold                                          |
| 510        | 9         | Kompetenzüberschreitung   | Enemy of the State     | 16. Jan. 2025        | 5. Aug. 2025                          | Alex Hall        | Scott Gold & Ajani Jackson                                     |
| 511        | 10        | Selbstjustiz              | Greater Good           | 23. Jan. 2025        | 5. Aug. 2025                          | Eriq La Salle    | Rick Eid & Ajani Jackson Idee: Rick Eid                        |
| 512        | 11        | Eine schwere Entscheidung | The Hardest Thing      | 30. Jan. 2025        | 12. Aug. 2025                         | Michael Pressman | Art Alamo                                                      |
| 513        | 12        | Elternpflicht             | Duty to Protect        | 13. Feb. 2025        | 12. Aug. 2025                         | David Grossman   | Pamela Wechsler                                                |
| 514        | 13        | In God We Trust           | In God We Trust        | 20. Feb. 2025        | 19. Aug. 2025                         | John Behring     | Jennifer Vanderbes                                             |
| 515        | 14        | A Price to Pay            | A Price to Pay         | 27. Feb. 2025        | 19. Aug. 2025                         | Laura Belsey     | Scott Gold & William Lapp                                      |
| 516        | 15        | –                         | Crossing Lines         | 13. März 2025        | –                                     | Fred Berner      | Jennifer Vanderbes                                             |
| 517        | 16        | –                         | Folk Hero              | 20. März 2025        | –                                     | Carlos Bernard   | Jennifer Vanderbes                                             |
| 518        | 17        | –                         | A Perfect Family       | 3. Spr. 2025         | –                                     | Carlos Bernard   | Jennifer Vanderbes                                             |
| 519        | 18        | –                         | Inherent Bias          | 10. Apr. 2025        | –                                     | Néstor Carbonell | Art Alamo                                                      |
| 520        | 19        | –                         | Play With Fire Part 1  | 17. Apr. 2025        | –                                     | Jean de Segonzac | Rick Eid & Art Alamo                                           |
| 521        | 20        | –                         | Sins of the Father     | 1. Mai 2025          | –                                     | Sharon Lewis     | Scott Gold & Ajani Jackson                                     |
| 522        | 21        | –                         | Tough Love             | 8. Mai 2025          | –                                     | Martha Mitchell  | Pamela Wechsler & Scott Gold Idee: Pamela Wechsler & Will Lapp |
| 523        | 22        | –                         | Look the Other Way     | 15. Mai 2025         | –                                     | Alex Hall        | Rick Eid                                                       |